# História da Polónia (1945–1989)
A história da Polónia de 1945 a 1989 abrange o período do regime marxista-leninista na Polónia após o fim da Segunda Guerra Mundial. Esses anos, embora caracterizados pela industrialização geral, urbanização e muitas melhorias no padrão de vida,[a1] foram marcados pelas primeiras repressões stalinistas, agitação social, conflitos políticos e graves dificuldades econômicas.
Perto do final da Segunda Guerra Mundial, o avanço do Exército Vermelho Soviético, juntamente com as Forças Armadas Polonesas no Leste, expulsaram as forças alemãs nazistas da Polónia ocupada. Em fevereiro de 1945, a Conferência de Ialta sancionou a formação de um governo provisório da Polónia a partir de uma coalizão de compromisso, até as eleições do pós-guerra. Josef Stalin, o líder da União Soviética, manipulou a implementação dessa decisão. Um Governo Provisório de Unidade Nacional praticamente controlado pelos comunistas foi formado em Varsóvia, ignorando o governo polonês no exílio sediado em Londres desde 1940.
Durante a subsequente Conferência de Potsdam em julho-agosto de 1945, os três principais aliados ratificaram a colossal mudança para o oeste da fronteira polonesa e aprovaram seu novo território entre a linha Oder-Neisse e a linha Curzon, o que resultou no encolhimento das fronteiras polonesas e semelhantes às da a antiga era da dinastia piasta. Após a destruição da população polonesa-judaica no Holocausto, a fuga e expulsão de alemães no oeste, o reassentamento de ucranianos no leste e a expulsão e reassentamento de polacos das fronteiras orientais (Kresy), a Polónia tornou-se pela primeira vez vez em sua história, um estado-nação etnicamente homogêneo, sem minorias proeminentes. O novo governo solidificou seu poder político, enquanto o Partido dos Trabalhadores Unidos da Polónia (PZPR) sob Bolesław Bierut ganhou controle firme sobre o país, que permaneceria um estado independente dentro da esfera de influência soviética. A Constituição de julho foi promulgada em 22 de julho de 1952 e o país tornou-se oficialmente a República Popular da Polónia (PRL).
Após a morte de Estalin em 1953, um "descongelamento" político permitiu que uma facção mais liberal dos comunistas polacos, liderada por Władysław Gomułka, ganhasse o poder. Em meados da década de 1960, a Polónia começou a experimentar crescentes dificuldades econômicas e políticas. Eles culminaram na crise política polonesa de 1968 e nos protestos polacos de 1970, quando um aumento no preço ao consumidor levou a uma onda de greves. O governo introduziu um novo programa econômico baseado em empréstimos em larga escala de credores ocidentais, o que resultou em um aumento nos padrões de vida e nas expectativas, mas o programa significou uma integração crescente da economia da Polónia com a economia mundial e vacilou após a crise do petróleo de 1973. Em 1976, o governo de Edward Gierek foi forçado a aumentar os preços novamente, o que levou aos protestos de junho de 1976.
Este ciclo de repressão e reforma[b] e a luta econômico-política adquiriram novas características com a eleição em 1978 de Karol Wojtyła como Papa João Paulo II. A elevação inesperada de Wojtyła fortaleceu a oposição ao sistema autoritário e ineficaz do socialismo de estado dirigido pela nomenklatura, especialmente com a primeira visita do papa à Polónia em 1979. No início de agosto de 1980, uma nova onda de greves resultou na fundação do sindicato independente " Solidariedade " (Solidarność) liderado por Lech Wałęsa. A crescente força e atividade da oposição fez com que o governo de Wojciech Jaruzelski declarasse a lei marcial em dezembro de 1981. No entanto, com as reformas de Mikhail Gorbatchov na União Soviética, o aumento da pressão do Ocidente e a economia disfuncional, o regime foi forçado a negociar com seus oponentes. As Conversas da Mesa Redonda de 1989 levaram à participação do Solidariedade nas eleições de 1989. A vitória marcante de seus candidatos deu origem à primeira de uma sucessão de transições do regime comunista na Europa Central e Oriental. Em 1990, Jaruzelski renunciou à presidência após a eleição presidencial e foi sucedido por Wałęsa.

## Estabelecimento da Polónia comunista (1944-1948)

### Fronteiras e mudanças populacionais

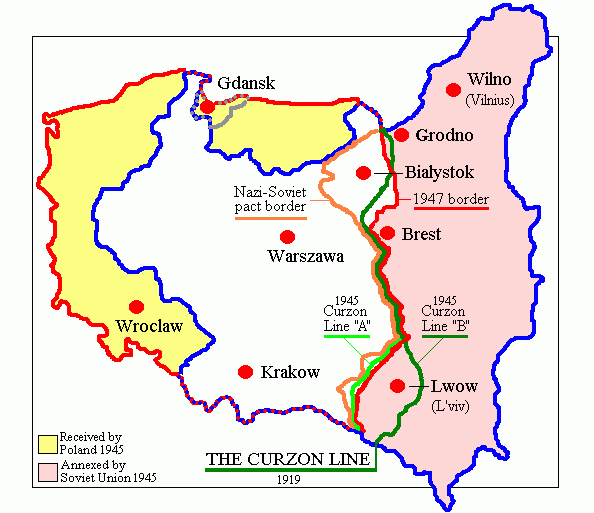
Antigas e novas fronteiras da Polónia, 1945

Antes da Segunda Guerra Mundial, um terço da população da Polónia era composta por minorias étnicas. A Polónia tinha cerca de 35 milhões de habitantes em 1939, mas menos de 24 milhões em 1946, dentro das respetivas fronteiras. Da população restante, mais de três milhões eram minorias étnicas, como alemães, ucranianos e judeus, a maioria dos quais logo deixaria a Polónia. A Polónia sofreu as perdas humanas proporcionais mais pesadas durante a Segunda Guerra Mundial, totalizando 16-17 por cento de sua população. Estima-se que até 6 milhões de cidadãos polacos morreram de causas relacionadas à guerra entre 1939 e 1945. O número aproximado inclui 3 milhões de vítimas judaico-polonesas como parte do total acima. O número de vítimas etnicamente polonesas foi talvez de 2 milhões.
As minorias históricas na Polónia foram afetadas de forma mais significativa, enquanto a diversidade multiétnica da Polónia refletida em censos nacionais anteriores praticamente desapareceu vários anos após a guerra.  A classe educada polonesa sofreu muito. Uma grande proporção da elite social e política pré-guerra do país pereceu ou se dispersou.

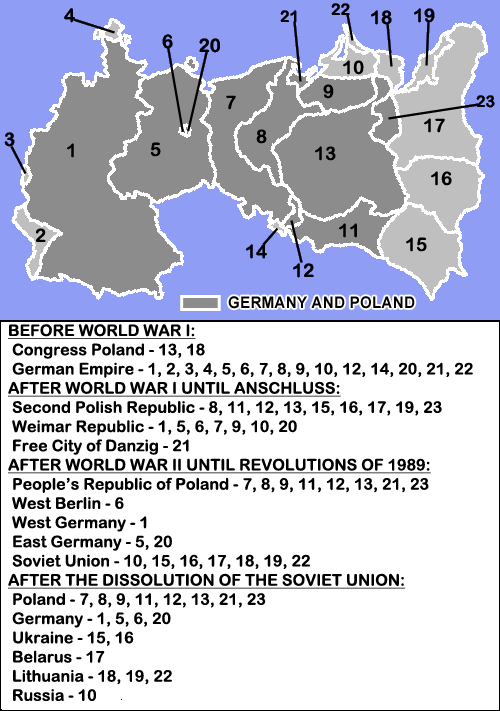
Mapa mostrando as diferentes fronteiras e territórios da Polónia e da Alemanha durante o século 20, com as áreas atuais da Alemanha e da Polónia em cinza escuro

A implementação da imensa tarefa de reconstruir o país foi acompanhada pela luta do novo governo para adquirir autoridade centralizada,  ainda mais complicada pela desconfiança de uma parte considerável da sociedade para o novo regime e por disputas sobre as fronteiras da Polónia no pós-guerra, que não foram firmemente estabelecidas até meados de 1945.  As forças soviéticas presentes na época saquearam os antigos territórios orientais da Alemanha que estavam sendo transferidos para a Polónia, despojando-os de valiosos equipamentos industriais, infraestrutura e fábricas e enviando-os para a União Soviética.
Após a anexação soviética dos territórios Kresy a leste da Linha Curzon, cerca de 2 milhões de polacos foram movidos, transferidos ou expulsos dessas áreas para os novos territórios oeste e norte a leste da linha Oder-Neisse,  que foram transferidos da Alemanha para a Polónia sob o Acordo de Potsdam.  Outros permaneceram no que se tornou a União Soviética e mais foram para a Polónia depois de 1956. O assentamento adicional com pessoas de partes centrais da Polónia elevou o número de polacos no que o governo chamou de Territórios Recuperados para 5 milhões em 1950. A maior parte da antiga população alemã de 10 milhões fugiu ou foi expulsa para a Alemanha do pós-guerra em 1950: cerca de 4,4 milhões fugiram nos estágios finais da guerra e 3,5 milhões foram removidos pelas autoridades polonesas em 1945–1949. A expulsão dos alemães foi resultado das decisões aliadas finalizadas em Potsdam.[b1]
Com a expulsão de ucranianos e bielorrussos da Polónia para a União Soviética e a Operação Vístula de 1947 dispersando os ucranianos remanescentes na Polónia, e com a maioria dos judeus polacos exterminados pela Alemanha nazista durante o Holocausto e muitos dos sobreviventes emigrando para o Ocidental e para o recém-criado Israel, a Polónia tornou-se pela primeira vez um estado-nação etnicamente homogêneo. Os movimentos de pessoas espontâneos e impostos pelo governo representaram uma das maiores convulsões demográficas da história europeia.
Ao contrário de outros países europeus, a Polónia continuou a processar extensivamente tanto os perpetradores nazistas quanto seus colaboradores na década de 1950. De acordo com Alexander Prusin, a Polónia foi a mais consistente em investigar e processar crimes de guerra entre as nações comunistas do pós-guerra; entre 1944 e 1985, os tribunais polacos julgaram mais de 20 000 réus, incluindo {{unidades|5450|cidadãos} alemães.

### Reconstrução da infraestrutura e da economia
A Polónia sofreu danos catastróficos em sua infraestrutura durante a guerra, o que a deixou ainda mais atrás do Ocidente em sua produção industrial. As perdas em recursos nacionais e infra-estrutura totalizaram mais de 30% do potencial pré-guerra. A capital da Polónia, Varsóvia, estava entre as cidades mais devastadas – mais de 80 por cento destruídas após a Revolta de Varsóvia de 1944. O estado polonês adquiriu territórios ocidentais mais altamente desenvolvidos e perdeu as regiões orientais economicamente mais atrasadas. Já em 1948, o nível pré-guerra de produção industrial foi excedido em termos globais e per capita durante o Plano Trienal (Plano Trzyletni), implementado pela primeira vez e alimentado pelo desejo coletivo de reconstruir vidas destruídas. O Plano Trienal foi obra do Escritório de Planejamento Central liderado por Czesław Bobrowski e a economista do PPR Hilary Minc, que declarou a necessidade de preservar elementos do capitalismo de mercado. O padrão de vida da população da Polónia melhorou acentuadamente. A pressão soviética fez com que o governo polonês rejeitasse o Plano Marshall patrocinado pelos americanos em 1947 e se juntasse ao Comecon dominado pela União Soviética em 1949.
Varsóvia e outras cidades em ruínas foram limpas de escombros - principalmente à mão - e reconstruídas com grande rapidez (um dos sucessos do Plano Trienal) às custas de antigas cidades alemãs como Wrocław, que muitas vezes forneciam a construção necessária material. Wrocław, Gdańsk, Szczecin e outras antigas cidades alemãs também foram completamente reconstruídas.
O historiador Norman Davies escreveu que as novas fronteiras polonesas, do ponto de vista dos interesses polacos, são totalmente vantajosas, mas realizadas à custa de enorme sofrimento e justificativas ilusórias. As fronteiras radicalmente novas do Leste Europeu constituíam uma "façanha colossal de engenharia política", mas não podiam ser derivadas de determinações históricas imemoriais, como afirmava a propaganda comunista.

### Consolidação do poder comunista
Já antes de o Exército Vermelho entrar na Polónia, a União Soviética seguia uma estratégia de eliminar a resistência pró-ocidental como uma força organizada para garantir que a Polónia caísse sob sua esfera de influência. Em 1943, após a revelação do massacre de Katyn, Stalin suspendeu as relações com o governo polonês no exílio em Londres.  Na Conferência de Ialta de fevereiro de 1945, a União Soviética concordou em permitir a formação de um governo de coalizão composto pelos comunistas, incluindo o Partido dos Trabalhadores Polacos ( Polska Partia Robotnicza, PPR), bem como elementos pró-ocidentais polacos no exílio e em Polónia, e posteriormente organizar eleições livres.
Depois que o Partido Comunista da Polónia pré-guerra foi eliminado nos expurgos de Stalin em 1938 (cerca de cinco mil comunistas polacos foram trazidos para a Rússia e mortos), um grupo de sobreviventes liderados por Marceli Nowotko, Bolesław Mołojec e Paweł Finder convenceram em 1941 os soviéticos em Moscovo de a necessidade de restabelecer um partido polonês. O núcleo conspiratório do novo Partido dos Trabalhadores Polacos foi reunido em Varsóvia em janeiro de 1942 e, após as mortes ou prisões dos líderes acima, Władysław Gomułka emergiu como o primeiro secretário do PPR no final de 1943. Gomułka era um comunista dedicado na tradição nacional do movimento esquerdista polonês. Ele detestava as práticas soviéticas que experimentou enquanto treinava na Rússia e na Ucrânia na década de 1930, mas estava convencido da necessidade histórica de uma aliança com a União Soviética. Ele pode ter sobrevivido aos expurgos por ter sido preso na Polónia por atividades ilegais de organização de trabalhadores em 1938-39. Durante a ocupação alemã, Gomułka permaneceu na Polónia e não fez parte do círculo organizado na União Soviética em torno da União dos Patriotas Polacos por Stalin e Wanda Wasilewska. Na sociedade polonesa de 1945, o partido de Gomułka era marginalmente pequeno em comparação com outros grupos políticos.
Com a libertação dos territórios polacos e o fracasso da Operação Tempest do Exército da Pátria em 1944, o controle sobre o que viria a ser a Polónia do pós-guerra passou das forças de ocupação da Alemanha nazista para o Exército Vermelho, e do Exército Vermelho para a Polónia. comunistas, que formaram o Comitê Polonês de Libertação Nacional (Polski Komitet Wyzwolenia Narodowego, PKWN), um governo inicial, existente desde o final de julho de 1944 em Lublin. Os comunistas polacos se tornaram o fator polonês mais influente na política da emergente Polónia, apesar de terem inicialmente um minúsculo apoio popular. O PKWN reconheceu a continuidade legal da Constituição de Março da Polónia, em oposição à Constituição de Abril. Em 6 de setembro de 1944, o PKWN emitiu seu importante decreto de reforma agrária, cujas consequências alterariam fundamentalmente a antiquada estrutura social e econômica do país. Mais de um milhão de famílias camponesas se beneficiaram do parcelamento das propriedades maiores.
Os comunistas, favorecidos pelas decisões de Yalta, gozaram das vantagens do apoio soviético dentro do plano soviético de colocar a Europa Oriental firmemente sob a influência da União Soviética; eles exerciam controle sobre departamentos cruciais do governo, como os serviços de segurança (a segurança estava nas mãos do NKVD soviético até que seus equivalentes polacos fossem desenvolvidos). A partir do final de 1944, após a derrota do Levante de Varsóvia e a promoção do programa populista do PKWN, a delegação do governo exilado de Londres foi cada vez mais vista pela maioria dos polacos como um empreendimento fracassado, suas organizações político-militares tornaram-se isolado, e a resistência contra as novas forças políticas e administrativas comunistas enfraquecidas decisivamente. A população estava cansada dos anos de opressão e conflito e as ideias expressas no Manifesto do PKWN e sua implementação progressiva atraíram cada vez mais apoio social. Além da reforma agrária, o Manifesto do PKWN não previa mais mudanças radicais de propriedade e a nacionalização da indústria não era mencionada. Pelo contrário, supunha-se que a propriedade comercial retornasse a seus proprietários à medida que as relações econômicas se tornassem devidamente reguladas. A partir de 1944, em áreas liberadas, respondendo a slogans promulgados, os trabalhadores assumiram espontaneamente as instalações fabris existentes, estabeleceram conselhos operários, empreenderam reconstrução, ativação e produção. Uma considerável luta trabalhista e compulsão foram necessárias para que o PPR reivindicasse as fábricas e fizesse cumprir suas próprias regras.
O PKWN foi remodelado no Governo Provisório da República da Polónia (Rząd Tymczasowy Rzeczypospolitej Polskiej, RTRP), que funcionou a partir de janeiro de 1945. Este governo era chefiado por Edward Osóbka-Morawski, um socialista, mas os comunistas, em sua maioria funcionários soviéticos não pertencentes ao PPR, como Michał Rola-Żymierski, ocupavam a maioria dos cargos-chave. Em abril de 1945, foi assinado um tratado polaco-soviético de amizade e cooperação; limitou severamente as possibilidades de futuro impacto ocidental ou de emigrantes ou cooperação interna com forças políticas não comunistas na Polónia. Os primeiros governos consecutivos de influência soviética estavam subordinados ao parlamento não eleito e controlado pelos comunistas, o Conselho Nacional do Estado (Krajowa Rada Narodowa, KRN), formado por Gomułka e seu PPR na Varsóvia ocupada em janeiro de 1944. As estruturas governamentais comunistas não foram reconhecidas pelo cada vez mais isolado governo polonês no exílio, que formou seu próprio quase-parlamento, o Conselho de Unidade Nacional ( Rada Jedności Narodowej, RJN).

O acordo de Yalta estipulou uma união governamental na Polónia de "todos os elementos democráticos e antinazistas". O primeiro-ministro Stanisław Mikołajczyk do governo polonês no exílio renunciou ao cargo em novembro de 1944 e, tendo aceitado os termos de Yalta, foi para Moscovo, onde negociou com Bolesław Bierut a forma de um governo de "unidade nacional". Mikołajczyk, junto com vários outros líderes polacos exilados, retornou à Polónia em julho de 1945.
O novo Governo Provisório Polonês de Unidade Nacional ( Tymczasowy Rząd Jedności Narodowej, TRJN) - como o governo polonês foi chamado até as eleições de 1947 - foi estabelecido em 28 de junho de 1945. Osóbka-Morawski foi mantido como primeiro-ministro, Gomułka tornou-se primeiro vice-primeiro-ministro e Mikołajczyk segundo-adjunto e ministro da agricultura. O governo era "provisório" e a Conferência de Potsdam logo declarou que antes de um governo regular ser criado, eleições livres deveriam ser realizadas e um sistema constitucional permanente estabelecido.
Os principais rivais dos comunistas eram ativistas veteranos do Estado Subterrâneo Polonês, do Partido do Povo Polonês de Mikołajczyk ( Polskie Stronnictwo Ludowe, PSL) e veteranos das Forças Armadas Polonesas no Ocidente. De particular importância prática foi o Partido Popular de Mikołajczyk (originalmente uma formação camponesa), porque foi legalmente reconhecido pelos comunistas e, portanto, capaz de funcionar na arena política. O Partido do Povo queria impedir que os comunistas monopolizassem o poder e, eventualmente, estabelecer uma política parlamentar com uma economia de mercado ao vencer as eleições prometidas. Mikołajczyk esperava que um estado polonês independente, amigo da União Soviética, pudesse atuar como uma ponte entre o Oriente e o Ocidente.
Partidos de orientação soviética, apoiados pelo Exército Vermelho Soviético e no controle das forças de segurança, detinham a maior parte do poder, concentrado especialmente no Partido dos Trabalhadores Polacos sob Gomułka e Bierut. Bierut representou o afluxo de nomeados para o partido polonês vindos (durante e após a guerra) da União Soviética e impostos pelos soviéticos, processo acelerado na época do Congresso do PPR de dezembro de 1945. A adesão do partido aumentou dramaticamente de talvez alguns milhares no início de 1945 para mais de um milhão em 1948.
Como demonstração da dominação soviética, dezesseis proeminentes líderes da resistência anti-nazista polonesa foram levados a julgamento em Moscovo em junho de 1945. A sua saída da cena política excluiu a possibilidade de uma transição democrática exigida pelos acordos de Yalta. O julgamento dos réus, falsa e absurdamente acusados de colaboração com os nazistas, foi assistido sem protestos por diplomatas britânicos e americanos. A ausência das sentenças de morte esperadas foi seu alívio.  O governo exilado em Londres, após a renúncia de Mikołajczyk liderada por Tomasz Arciszewski, deixou de ser oficialmente reconhecido pela Grã-Bretanha e pelos Estados Unidos em 5 de julho de 1945.
Nos anos de 1945 a 1947, cerca de 500 000 soldados soviéticos estavam estacionados na Polónia. Entre 1945 e 1948, cerca de 150 000 polacos foram presos pelas autoridades soviéticas. Muitos ex-membros do Exército da Pátria foram presos e executados. Durante o plenário do Comité central do PPR em maio de 1945, Gomułka reclamou que as massas polonesas consideravam os comunistas polacos como "a pior agência do NKVD" e Edward Ochab declarou a retirada do exército soviético da Polónia uma alta prioridade.  Mas, nesse meio tempo, dezenas de milhares de polacos morreram na luta e na perseguição do pós-guerra e dezenas de milhares foram condenados por tribunais por acusações forjadas e arbitrárias ou deportados para a União Soviética. O status das tropas soviéticas na Polónia não foi legalizado até o final de 1956, quando a declaração polaco-soviética "Sobre o status legal das forças soviéticas temporariamente estacionadas na Polónia" foi assinada. O Grupo de Forças do Norte Soviético ficaria estacionado permanentemente na Polónia.

### Eleições fraudulentas, derrota de Mikołajczyk
Stalin havia prometido na Conferência de Yalta que eleições livres seriam realizadas na Polónia. No entanto, os comunistas polacos, liderados por Gomułka e Bierut, embora não tivessem intenção de desistir do poder, também estavam cientes do apoio limitado que desfrutavam entre a população em geral. Para contornar essa dificuldade, em 1946, um plebiscito nacional, conhecido como referendo "Trzy vezes sim" (Trzy razy tak), foi realizado primeiro, antes das eleições parlamentares. O referendo compreendeu três questões bastante gerais, mas politicamente carregadas sobre o Senado, as indústrias nacionais e as fronteiras ocidentais. O objetivo era verificar e promover a popularidade das iniciativas comunistas na Polónia. Como a maioria dos partidos importantes da época era de esquerda ou de centro – e poderia facilmente ter aprovado todas as três opções – o Partido do Povo Polonês (PSL) de Mikołajczyk decidiu, para não ser visto como uma fusão com o bloco do governo, pedir a seus apoiadores que se opusessem à primeiro: a abolição do Senado.  Os comunistas votaram "Três Vezes Sim". Os resultados parciais, reconstruídos pelo PSL, mostraram que o lado comunista foi recebido com pouco apoio na primeira questão. No entanto, depois de uma campanha marcada por fraude eleitoral e intimidação, os comunistas reivindicaram grandes maiorias nas três questões, o que levou à nacionalização da indústria e ao controle estatal da atividade econômica em geral, e a um parlamento nacional unicameral (Sejm).
Os comunistas consolidaram o poder diminuindo gradualmente os direitos de seus inimigos não comunistas, particularmente suprimindo o principal partido da oposição – o PSL de Mikołajczyk.  Em alguns casos amplamente divulgados, os supostos inimigos foram condenados à morte por acusações forjadas – entre eles Witold Pilecki, o organizador da resistência de Auschwitz. Líderes do Exército da Pátria e do Conselho de Unidade Nacional foram perseguidos. Muitos combatentes da resistência foram assassinados extrajudicialmente ou forçados ao exílio. Os membros da oposição também foram perseguidos por meios administrativos. Embora a contínua perseguição às ex-organizações antinazistas e de direita pela segurança do estado tenha mantido alguns guerrilheiros nas florestas, as ações do Ministério da Segurança Pública (conhecido como UB, Departamento de Segurança), NKVD e o Exército Vermelho constantemente diminuíram seus números. A insurgência de direita diminuiu radicalmente após a anistia de julho de 1945 e desapareceu após a anistia de fevereiro de 1947.
Em 1946, todos os partidos de direita haviam sido banidos,  e um novo Bloco Democrático pró-governo foi formado em 1947, que incluía apenas o Partido dos Trabalhadores Polacos e seus aliados de esquerda. Em 19 de janeiro de 1947, as primeiras eleições parlamentares ocorreram principalmente com o PPR e candidatos aliados e uma oposição potencialmente politicamente potente do Partido do Povo Polonês. No entanto, a força e o papel do PSL já haviam sido seriamente comprometidos devido ao controle e perseguição do governo. Os resultados das eleições foram ajustados por Stalin para atender aos comunistas, cujo bloco reivindicou 80% dos votos. Os governos britânico e americano protestaram contra a votação por suas flagrantes violações dos acordos de Yalta e Potsdam. As eleições fraudulentas efetivamente acabaram com o sistema multipartidário na política da Polónia. Após o ensaio geral do referendo, desta vez a fraude eleitoral foi muito melhor escondida e se espalhou em várias formas e estágios e sua escala real não é conhecida. Com toda a pressão e manipulações, um coronel do NKVD encarregado da supervisão eleitoral relatou a Stalin que cerca de 50% dos votos foram dados para o Bloco Democrático do regime em todo o país. No novo Sejm, de 444 assentos, 27 foram dados ao Partido Popular Polonês de Stanisław Mikołajczyk. Ele, tendo declarado os resultados falsificados, foi ameaçado de prisão ou coisa pior e fugiu do país em outubro de 1947, ajudado pela Embaixada dos Estados Unidos; outros líderes da oposição também saíram. Em fevereiro, o novo Sejm criou a Pequena Constituição de 1947. Nos dois anos seguintes, os comunistas monopolizaram o poder político na Polónia.

### Partido Unido dos Trabalhadores Polacos e seu governo
Força adicional na política polonesa, o há muito estabelecido Partido Socialista Polonês ( Polska Partia Socjalistyczna, PPS), sofreu uma divisão fatal nessa época, quando os stalinistas governantes aplicaram as táticas do salame para desmembrar a oposição. Políticos comunistas cooperaram com a facção de esquerda do PPS liderada por Józef Cyrankiewicz, primeiro-ministro do novo presidente Bierut em fevereiro de 1947. A decisão originalmente tática dos socialistas de colaborar com os comunistas resultou em seu colapso institucional.  Cyrankiewicz visitou Stalin em Moscovo em março de 1948 para discutir a ideia de uma fusão partidária. O Kremlin, cada vez mais desconfortável com a liderança do partido comunista de Gomułka, concordou e Cyrankiewicz garantiu seu próprio lugar político para o futuro (até 1972). Em dezembro de 1948, após a remoção de Gomułka e a imposição de Bierut como chefe comunista do Partido dos Trabalhadores Polacos, o PPR e o PPS de Cyrankiewicz juntaram-se para formar o Partido dos Trabalhadores Unidos Polonês ( Polska Zjednoczona Partia Robotnicza, PZPR), no poder pelas próximas quatro décadas. A Polónia tornou-se um estado de partido único de fato e um estado satélite da União Soviética.  Apenas dois outros partidos foram autorizados a existir legalmente: o Partido do Povo Unido (ZSL), que se separou do PSL de Mikołajczyk e pretendia representar as comunidades rurais, e a Aliança dos Democratas (SD), um partido da intelectualidade simbólica (ver também: Lista de partidos políticos na Polónia).
Quando o período de sovietização e stalinismo começou, o PZPR era tudo menos unido. A divisão mais importante entre os comunistas ocorreu antes da união com o PPS, quando os stalinistas forçaram Gomułka a deixar o cargo principal do PPR e suprimiram sua facção comunista nativa. O PZPR dividiu-se em várias facções, que defendiam diferentes pontos de vista e métodos e buscavam diferentes graus de distinção e independência do estado polonês da União Soviética. Embora o marxismo-leninismo, a ideologia oficial, fosse novo na Polónia, o regime comunista continuou, de muitas maneiras psicológica e praticamente importantes, os preceitos, métodos e maneiras dos círculos governantes polacos do passado, incluindo os do Sanation, da Democracia Nacional e Tradições do século 19 de cooperação com os poderes de partição.
Sendo a Polónia um membro do Bloco Soviético, as buscas de poder e reforma do partido foram permanentemente prejudicadas pelas restrições e limites impostos pelos governantes da União Soviética, pela atitude ressentida da sociedade polonesa, consciente de sua falta de independência nacional e liberdades e pelo entendimento dos dirigentes partidários de que seus cargos terminariam assim que parassem de se conformar aos requisitos da aliança soviética (por causa da falta de apoio público e da reação soviética). A história política da Polónia foi governada pela dependência mútua dos soviéticos e dos comunistas polacos.
A elite política da nomenklatura se desenvolveu. Compreendia líderes, administradores e gerentes dentro da estrutura partidária no poder, em todos os ramos do governo central e local e em instituições de todos os tipos. Os membros da Nomenklatura eram nomeados pelo partido e exerciam o controle político em todas as esferas da vida pública, por exemplo, desenvolvimento econômico, gestão industrial ou educação. Para o partido, a camada privilegiada de nomenklatura foi mantida para garantir a colocação adequada de pessoas ideologicamente confiáveis e qualificadas, mas os dissidentes revisionistas Jacek Kuroń e Karol Modzelewski mais tarde descreveram esse sistema como uma ditadura de classe da burocracia política central por si só. O público polonês aprovou amplamente os muitos empreendimentos sociais do governo comunista, incluindo a construção de apartamentos familiares, cuidados infantis, férias e resorts para trabalhadores, assistência médica e políticas de pleno emprego, mas os privilégios especiais concedidos à nomenklatura e aos serviços de segurança foram ressentidos.

## Era stalinista (1948-1956)

### Remoção de Gomułka, repressões stalinistas
Como em outros países do Bloco Oriental, houve um expurgo político de estilo soviético de oficiais comunistas na Polónia depois de 1948, acusados de tendências "nacionalistas" ou outras " desviacionistas ".  A campanha tímida na Polónia incluiu as detenções e prisões de Marian Spychalski em maio de 1950 e de Michał Rola-Żymierski cinco meses após a morte de Stalin. Em setembro de 1948, Władysław Gomułka, que se opunha ao controle direto de Stalin sobre o partido polonês PPR, foi acusado, juntamente com um grupo de líderes comunistas que, como Gomułka, passaram a guerra na Polónia, com afastamento ideológico do leninismo, e demitido do cargo de líder do partido primeiro secretário. Gomułka, acusado de "desvios nacionalistas de direita", enfatizou de fato as tradições socialistas polonesas e criticou severamente o partido Social-democracia do Reino da Polónia e Lituânia (SDKPiL) de Rosa Luxemburgo por menosprezar as aspirações nacionais polonesas. Mais insidiosamente, os soviéticos reivindicaram a participação de Gomułka em uma conspiração internacional anti-soviética. Seguindo a ordem de Bolesław Bierut, ele foi preso pelo Ministério da Segurança Pública (MBP) no início de agosto de 1951 e interrogado por Roman Romkowski e Anatol Fejgin, conforme exigido pelos soviéticos.  Gomułka não foi submetido a tortura física ao contrário de outros comunistas perseguidos sob o regime de Bierut, Jakub Berman e outros associados de Stalin. Sob interrogatório, ele conduziu sua defesa de forma desafiadora, ameaçou revelar "toda a verdade" se fosse a julgamento e permaneceu intacto. Gomułka foi, portanto, colocado na prisão sem um julgamento típico (ele foi libertado em dezembro de 1954). Bierut substituiu Gomułka como líder do PPR (e depois do PZPR).  Gomułka permaneceu protegido por seus camaradas polacos da melhor maneira possível e o histórico de seu desafio ocasional foi útil quando, em 1956, houve uma oportunidade para o partido polonês se reafirmar.
O governo stalinista era controlado por comunistas polacos originários de facções de guerra e organizações que operavam na União Soviética sob Stalin, como a União dos Patriotas Polacos. Seus líderes naquela época incluíam Wanda Wasilewska e Zygmunt Berling. Já na Polónia, aqueles que permaneceram politicamente ativos e a favor governaram o país, auxiliados pelo MBP e "conselheiros" soviéticos, que foram colocados em todos os braços do governo e da segurança do estado como garantia da política pró-soviética do estado. O mais importante deles foi Konstantin Rokossovsky ( Konstanty Rokossowski em polonês), ministro da Defesa da Polónia de 1949 a 1956, marechal da União Soviética e herói de guerra. O recrutamento militar foi introduzido após um hiato pós-guerra e o exército logo atingiu seu tamanho permanente de 400 000 homens.
A polícia secreta de estilo soviético, incluindo o Departamento de Segurança (UB), cresceu para cerca de 32 000 agentes em 1953. No auge stalinista, havia um agente UB para cada 800 cidadãos polacos. O MBP também estava a cargo do Corpo de Segurança Interna, da Milícia Civil (MO), guarda de fronteira, agentes penitenciários e da polícia paramilitar ORMO utilizada para ações especiais (com mais de 100 000 membros). O ORMO originou-se dos esforços populares de autodefesa, que foram uma reação espontânea à explosão do crime no vácuo de poder de 1944-45. Em fevereiro de 1946, o PPR canalizou e formalizou este movimento de milícias cidadãs, criando a sua estrutura ORMO, ostensivamente voluntária de controlo do crime.
Principalmente durante a vida de Stalin, promotores públicos e juízes, bem como funcionários do Ministério da Segurança Pública e do Diretório Principal de Informação do Exército Polonês, se envolveram em atos reconhecidos pelo direito internacional como crimes contra a humanidade e crimes contra a paz. Um exemplo foi a execução na prisão de Mokotów, em 1951, em Varsóvia, de membros da organização Freedom and Independence (WiN), ex-participantes da resistência antinazista, após a anistia oficial e sua revelação voluntária. O Exército, a inteligência e a polícia polonesa do pós-guerra contavam com oficiais soviéticos do NKVD que estacionaram na Polónia com o Grupo de Forças do Norte até 1956.
As prisões em massa continuaram durante o início dos anos 1950. Em outubro de 1950, 5 000 pessoas foram presas em uma noite na chamada "Operação K". Em 1952, mais de 21 000 pessoas foram presas. Na segunda metade de 1952, segundo dados oficiais, 49 500 presos políticos estavam detidos. O ex-comandante do Exército Nacional Emil August Fieldorf foi submetido a vários anos de perseguição brutal na União Soviética e na Polónia antes de ser executado em fevereiro de 1953, pouco antes da morte de Stalin.
A resistência aos stalinistas soviéticos e nativos foi generalizada não apenas entre a população em geral, mas também nas fileiras do PZPR, o que limitou os danos do sistema opressor na Polónia a bem abaixo dos de outros países europeus governados pelos comunistas. Segundo Norman Davies, a violência política após 1947 não foi generalizada.  A Igreja, sujeita a confiscos parciais de propriedades,  permaneceu em grande parte intacta, a intelectualidade marginalizada em um grau considerável reteve seu potencial para afetar futuras reformas, o campesinato evitou a coletivização por atacado e os remanescentes da iniciativa privada sobreviveram. Mudanças liberais graduais ocorreram entre a morte de Stalin em 1953 e o outubro polonês de 1956.

### Nacionalizaçãp e a economia planeada centralmente
Em fevereiro de 1948, o Ministro da Indústria Hilary Minc, um economista marxista, atacou o Escritório Central de Planejamento da Polónia como um remanescente " burguês ", o escritório foi abolido e a economia stalinista polonesa nasceu. O governo, chefiado pelo presidente Bierut, primeiro-ministro Cyrankiewicz e Minc, embarcou em um amplo programa de reforma econômica e reconstrução nacional.  A Polónia foi alinhada com o modelo soviético de uma " república popular " e economia de comando centralizada, no lugar da fachada de democracia e economia de mercado parcial que o regime manteve até 1948.
As relações de propriedade da indústria, do setor bancário e da propriedade rural após a nacionalização e a reforma agrária foram fundamentalmente alteradas. As mudanças, implementadas em nome do igualitarismo, tiveram ampla aprovação e apoio da sociedade.
A estrutura da economia polonesa foi estabelecida no final dos anos 1940 e início dos anos 1950. O planejamento de estilo soviético começou em 1950 com o Plano de Seis Anos. O plano se concentrava no rápido desenvolvimento da indústria pesada ("industrialização acelerada", após a eclosão da Guerra da Coreia impulsionada pelas demandas militares soviéticas às custas de muitos investimentos voltados para o consumidor cancelados) e o (eventualmente fútil) coletivização da agricultura. Entre os principais projetos estava a Lenin Steelworks e sua "cidade socialista" de apoio de Nowa Huta (Nova Siderúrgica), ambas construídas do zero no início dos anos 1950 perto de Cracóvia, da qual Nowa Huta logo se tornou parte. A terra tomada dos grandes latifundiários do pré-guerra foi redistribuída para os camponeses mais pobres, mas as tentativas subsequentes de tirar a terra dos fazendeiros para coletivização encontraram grande ressentimento. No que ficou conhecido como a batalha pelo comércio, o comércio privado e a indústria foram nacionalizados. Em poucos anos, a maioria das lojas particulares desapareceu. O regime embarcou na campanha de coletivização (Criaram-se Fazendas Estatais Agrícolas), embora o ritmo dessa mudança tenha sido mais lento do que em outros satélites soviéticos. A Polónia continuou sendo o único país do Bloco Oriental onde os camponeses individuais continuariam a dominar a agricultura. Um tratado comercial soviético-polonês, iniciado em janeiro de 1948, ditou a direção dominante do futuro comércio exterior e cooperação econômica da Polónia.
Em 1948, os Estados Unidos anunciaram a iniciativa do Plano Marshall para ajudar a reconstruir a Europa do pós-guerra e, assim, ganhar mais poder político lá. Depois de inicialmente acolher a ideia da participação da Polónia no plano, o governo polonês recusou a oferta americana sob pressão de Moscovo. Além disso, após o levante de 1953 na Alemanha Oriental, a Polónia foi forçada pela União Soviética a desistir de suas reivindicações de compensação da Alemanha, que, como resultado, não pagou nenhuma compensação significativa por danos de guerra, nem ao estado polonês nem aos cidadãos polacos. A Polónia recebeu compensação na forma de terras e propriedades deixadas para trás pela população alemã dos territórios ocidentais anexados.
Apesar da falta de ajuda americana, as "economias de comando" do Leste Europeu, incluindo a Polónia, fizeram algum progresso em preencher a lacuna de riqueza historicamente existente com a Europa Ocidental impulsionada pela economia de mercado. Por causa da acumulação de capital, a renda nacional polonesa cresceu em termos reais em mais de 76% e a produção agrícola e industrial mais que dobrou entre 1947 e 1950. A transição econômica e a industrialização foram acompanhadas e possibilitadas por grandes transformações sociais, com a migração de camponeses e sua conversão em classe trabalhadora urbana (1,8 milhão entre 1946 e 1955) e o país passou por um período de rápida urbanização (população total das cidades aumentou em 3,1 milhões).[c1] O influxo de mão de obra barata e a disponibilidade do mercado soviético facilitaram o acúmulo de recursos, apesar da baixa produtividade e do insuficiente investimento em novas tecnologias. As economias socialistas centralmente planejadas da Europa Oriental em termos de crescimento durante os anos do pós-guerra tiveram um desempenho relativamente melhor do que o Ocidente, apenas para sofrer danos econômicos mais tarde, especialmente após a crise do petróleo de 1973. No entanto, a elevação dos padrões de vida causada pela dinâmica industrial anterior não era comparável à do Ocidente.

### Reformas, resistência e início da desestalinização
A última troca territorial polaco-soviética ocorreu em 1951. Uns 480 km2 de terra ao longo da fronteira foram trocados entre a Polónia e a União Soviética.
A Constituição da República Popular da Polónia foi promulgada em julho de 1952 e o estado tornou-se oficialmente a República Popular da Polónia (PRL). Entre os direitos garantidos estava a assistência médica universal e gratuita. As grandes empresas estatais forneciam aos empregados uma extensa gama de atividades assistenciais e de lazer, incluindo moradia, instalações esportivas e hospitais, que começaram a diminuir na década de 1970. No início dos anos 1950, o regime stalinista também realizou grandes mudanças no sistema educacional. O programa de educação escolar gratuita e obrigatória para todos e o estabelecimento de instituições gratuitas de ensino superior receberam muito apoio. Os comunistas selecionaram quais fatos e interpretações deveriam ser ensinados; a história e outras ciências tiveram que seguir as visões marxistas aprovadas pela censura ideológica. Durante 1951-53, um grande número de professores pré-guerra que eram vistos pelo regime como reacionários foi demitido das universidades. O controle do governo sobre a arte e os artistas se aprofundou. O realismo socialista de estilo soviético tornou-se a única fórmula aceita pelas autoridades depois de 1949. A maioria das obras de arte e literatura representavam propaganda do partido ou tinham que estar de acordo com seus pontos de vista. (Veja também: Realismo socialista na Polónia)
As reformas muitas vezes trouxeram alívio para uma parte significativa da população. Após a Segunda Guerra Mundial, muitas pessoas estavam dispostas a aceitar o governo comunista em troca da restauração de uma vida relativamente normal; centenas de milhares aderiram ao partido comunista e apoiaram ativamente o regime. No entanto, o descontentamento popular latente permaneceu presente e muitos polacos adotaram a atitude de "cooperação resignada". Outros, como a organização Liberdade e Independência que se originou de elementos do Exército da Pátria e especialmente das Forças Armadas Nacionais, se opuseram ativamente aos comunistas, esperando uma Terceira Guerra Mundial que libertaria a Polónia. A maioria das pessoas que pegaram em armas contra o regime comunista se renderam durante as anistias de 1945 e 1947, mas a repressão brutal da polícia secreta continuou e alguns lutaram até a década de 1950.[d]

Os comunistas alienaram ainda mais muitos polacos ao perseguir a Igreja Católica. A Associação PAX, criada em 1947 e liderada pelo ex-ativista de extrema-direita pré-guerra Bolesław Piasecki, tentou dividir o movimento católico e promover uma igreja colaboracionista e favorável ao regime comunista. A PAX não foi muito longe em moldar a opinião pública católica, mas publicou vários livros e a imprensa católica diária oficialmente aprovada. Em 1953, o cardeal Stefan Wyszyński, primaz da Polónia, foi colocado em prisão domiciliar, embora estivesse disposto a fazer concessões com o governo. No início dos anos 1950, a guerra contra a religião pela polícia secreta levou a prisões e perseguições de centenas de personalidades religiosas, culminando no julgamento estalinista da Cúria de Cracóvia. (Ver também: campanha anti-religiosa polonesa)
A constituição de 1952 garantiu no papel todos os tipos de direitos e liberdades democráticas. Na realidade, o país era controlado extraconstitucionalmente pelo Partido Unido dos Trabalhadores Polacos, que usava suas próprias regras e práticas para supervisionar todas as instituições governamentais especificadas na constituição. O cargo de presidente da Polônia foi substituído pelo coletivo do Conselho de Estado, mas Bierut, o primeiro secretário do partido, permaneceu como líder efetivo da Polónia. No futuro, a existência de uma constituição com disposições democráticas daria à oposição uma ferramenta legal e uma forma de pressionar o regime.
Stalin morreu em 1953, que foi seguido por um degelo parcial na Polónia. Nikita Khrushchev tornou-se o primeiro secretário do Partido Comunista da União Soviética. O Segundo Congresso do PZPR deliberou em março de 1954. Cyrankiewicz, anteriormente substituído como primeiro-ministro por Bierut, foi devolvido ao cargo (para permanecer como primeiro-ministro até dezembro de 1970). O Plano Semestral foi ajustado para aumentar a produção de itens de consumo popular. Khrushchev, presente no Congresso, perguntou a Bierut os motivos da contínua detenção de Gomułka, "um bom comunista"; Bierut negou ter conhecimento específico da prisão de Gomułka.
Na sequência da deserção para o Ocidente e das revelações do seu funcionário, o Ministério da Segurança Pública foi abolido em dezembro de 1954. Gomu9ka e os seus associados foram libertados do confinamento e a censura foi ligeiramente relaxada. os dois periódicos notáveis que enfrentaram as proibições foram " Po prostu "('simplesmente') e" Nowa Kultura "('a nova cultura') ("Po prostu" foi encerrado e os seus defensores brutalmente pacificados em outubro de 1957, apenas um ano após a ascensão de Gomu Elimka ao poder). do início de 1955, a imprensa polaca empenhou-se em criticar o passado recente estalinista e elogiar as antigas tradições socialistas polacas (Social-Democracia, marxismo e independência nacional). Os clubes de discussão política estavam em ascensão em todo o país. O próprio partido parece estar a avançar na direcção social-Democrata. Os intelectuais de esquerda, que se tinham juntado ao partido por causa do seu compromisso com a justiça social, caminhavam mais decisivamente na direcção social-Democrata e logo deram origem ao movimento Polaco do revisionismo.
Em fevereiro de 1956, Khrushchev denunciou o culto à personalidade de Stalin no 20º Congresso do Partido Comunista da União Soviética e embarcou em um curso de reforma. A desestalinização da ideologia soviética oficial deixou os linha-dura stalinistas da Polónia em uma posição difícil. Enquanto a agitação e o desejo de reforma e mudança entre intelectuais e trabalhadores começavam a surgir em todo o Bloco Oriental, a morte do aliado de Stalin, Bierut, em março de 1956 em Moscovo (ele estava participando do congresso do partido soviético) exacerbou uma divisão existente no o partido polonês. Em março, Bierut foi sucedido por Edward Ochab como primeiro secretário. Como o 20º Congresso inspirou também a democratização parcial da vida política e econômica polonesa, Ochab se engajou em reformas destinadas a promover a descentralização industrial e melhorar os padrões de vida.
O número de agentes de segurança foi reduzido em 22%. Por meio de uma amnistia generalizada, 35 000 detidos em todo o país foram libertados. No total, 9.000 presos por motivos políticos foram libertados. Stalinistas de linha dura, como Jakub Berman, Roman Romkowski e Anatol Fejgin foram removidos do poder, alguns presos. Berman, demitido em maio, por decisão de Gomułka, nunca foi processado. Alguns autores de crimes stalinistas foram processados e condenados a penas de prisão. Um plano muito mais amplo para acusar os responsáveis e verificar todo o aparato de segurança foi formalmente apresentado pelos promotores, mas a ação não foi aprovada por Gomułka, que contava entre as vítimas da perseguição stalinista, assim como sua esposa. Gomułka conduziu alguns expurgos e reformas, mas não queria desestabilizar o sistema de segurança, agora sob seu controle, por meio de processos formais abrangentes.

## Caminho de Gomułka para o socialismo (1956-1970)

### Outubro polonês
A partir de 28 de junho de 1956, os trabalhadores da cidade industrial de Poznań, que repetidamente, mas em vão, pediram às autoridades que interviessem e melhorassem sua situação deteriorada, entraram em greve e se revoltaram em resposta a um corte nos salários e mudanças nas condições de trabalho. As manifestações dos  trabalhadores da fábrica se transformaram em um grande protesto em toda a cidade. 16 tanques, 2 veículos blindados e 30 veículos foram conduzidos por um comandante militar local. Alguns deles foram apreendidos pelos manifestantes, que também invadiram os prédios do governo local. 57 pessoas foram mortas e várias centenas ficaram feridas em dois dias de combates. Várias grandes formações militares entraram em cena, mas o papel do exército foi principalmente o de apoio à ação da polícia e das forças de segurança.[a] Na estação de rádio de Poznań, o primeiro-ministro Cyrankiewicz alertou e ameaçou os manifestantes em seu discurso amplamente divulgado: ele "...que ousará levantar a mão contra o governo do povo pode ter certeza de que... as autoridades cortarão sua mão". Das 746 pessoas detidas oficialmente durante e após os distúrbios, quase 80% eram trabalhadores. As autoridades lançaram uma investigação, tentando descobrir uma alegada instigação premeditada e envolvimento de centros clandestinos ocidentais ou anticomunistas. Tais esforços não tiveram sucesso e os eventos foram considerados espontâneos e apoiados localmente. O impacto duradouro da revolta de Poznań foi que ela causou um realinhamento mais profundo e liberal dentro do partido comunista polonês e em seu relacionamento com Moscovo.
Profundamente abalado com os protestos e a violência, o 7º Plenário do Comitê Central, realizado em julho de 1956, dividiu-se em dois grupos, os "linha dura" Natolin e os "reformistas" Puławy facções, nomeados após os locais onde realizaram suas Encontros. A facção Natolin consistia em grande parte de oficiais comunistas do exército e da segurança do estado, incluindo Franciszek Jóźwiak, Mieczysław Moczar, Zenon Kliszko e Zenon Nowak, que defendiam a remoção dos "protegidos judeus de Stalin", mas eram eles próprios simpatizantes stalinistas. Muitos na facção de Puławy eram ex-fanáticos stalinistas e antigos inimigos de Gomułka. Agora tornem-se reformadores liberais e apoiadores do retorno de Gomułka ao poder. Em resposta aos recentes distúrbios, o regime recorreu à conciliação: foram anunciados aumentos salariais e outras reformas para os trabalhadores de Poznań. No partido e entre os intelectuais, as demandas por reformas mais amplas do sistema stalinista foram se tornando mais difundidas e intensas.
Percebendo a necessidade de uma nova liderança, no que ficou conhecido como o outubro polonês, o Politburo escolheu Gomułka, que havia sido libertado da prisão e reintegrado no partido, e o 8º Plenário do Comitê Central o elegeu sem a aprovação soviética como o novo primeiro secretário do o PZPR. Posteriormente, Gomułka convenceu os líderes soviéticos de que preservaria a influência soviética na Polónia. A elevação de Gomułka foi precedida por sinistros movimentos militares soviéticos e uma chegada da delegação soviética de alto nível liderada por Khrushchev, que voou para Varsóvia para testemunhar e influenciar a revolta no partido polonês. Após encontros e negociações às vezes conflituosos, eles logo retornaram a Moscovo, onde o líder soviético anunciou em 21 de outubro que a ideia de uma intervenção armada na Polónia deveria ser abandonada. Essa posição foi reforçada pela pressão da China comunista, que exigia que os soviéticos deixassem a nova liderança polonesa em paz. Em 21 de outubro, em Varsóvia, o retorno de Gomułka ao poder foi realizado, dando origem à era do comunismo nacional na Polónia. Gomułka prometeu desmantelar o stalinismo e em seu discurso de aceitação levantou numerosas idéias reformistas de som social-democrata, dando esperança aos revisionistas de esquerda e outros na sociedade polonesa de que o estado comunista era, afinal, reformável. Os revisionistas aspiravam representar o movimento operário, recentemente derrotado em Poznań. Seus principais objetivos eram a liberdade política e a autogestão nas empresas estatais. No entanto, o fim da influência soviética na Europa Oriental não estava à vista. Em 14 de maio de 1955, o Pacto de Varsóvia foi assinado na capital polonesa, para neutralizar o estabelecimento anterior da OTAN.
Muitos oficiais soviéticos servindo nas Forças Armadas polonesas foram demitidos, mas muito poucos oficiais stalinistas foram levados a julgamento pelas repressões do período de Bierut. A facção Puławy argumentou que os julgamentos em massa de funcionários stalinistas, muitos deles judeus, incitariam a animosidade contra os judeus. Konstantin Rokossovsky e outros conselheiros soviéticos foram mandados para casa, e o establishment e o sistema comunista polonês assumiram uma orientação mais independente. Gomułka, consciente das realidades geopolíticas, concordou que as tropas soviéticas permaneceriam na Polónia e nenhuma explosão aberta anti-soviética seria permitida. No entanto, ele formalizou as relações polaco-soviéticas e o inédito para um tratado de cooperação militar estado aliado soviético, assinado em dezembro de 1956, afirmou que o estacionamento das forças soviéticas na Polónia "não pode de forma alguma violar a soberania do estado polonês e não pode levar à sua interferência em assuntos internos da República Popular da Polónia". A Polónia evitou assim o risco de uma intervenção armada soviética do tipo que esmagou a Revolução Húngara de 1956. De sua parte, Gomułka recompensou os soviéticos por sua margem de manobra interna com apoio leal durante sua carreira. Em um ato de desafio, a delegação polonesa nas Nações Unidas se absteve em novembro de 1956 do voto condenando a intervenção soviética na Hungria.
Houve repetidas tentativas de alguns acadêmicos e filósofos polacos, muitos relacionados à escola Lwów-Varsóvia pré-guerra - como Leszek Kołakowski, Stanisław Ossowski e Adam Schaff - de criar uma ponte entre a história da Polónia e a ideologia marxista e desenvolver uma forma específica de marxismo polonês. Tais esforços foram sufocados devido à relutância do regime em arriscar a ira da União Soviética por se desviar muito da linha partidária soviética. Kołakowski, um líder revisionista, foi atacado verbalmente por Gomułka em 1957, expulso do partido em 1966 e teve que emigrar em 1968.. Entre outros notáveis revisionistas estavam Włodzimierz Brus, Bronisław Baczko, Zygmunt Bauman e Krzysztof Pomian. O establishment do PZPR os via como verdadeiros apoiadores da social-democracia capitalista, fingindo ser socialistas.

### Reduzir as promessas de campanha
A Polónia recebeu com alívio a ascensão de Gomułka ao poder. Gomułka prometeu o fim do terror policial, maior liberdade intelectual e religiosa, salários mais altos e a reversão da coletivização; e até certo ponto ele cumpriu essas promessas. A produção de bens de consumo aumentou um pouco. A elite do partido, bem como a intelectualidade acadêmica e literária, experimentaram maior liberdade e ganhos significativos, sentidos como "uma certa diversidade e revitalização da vida pública da elite". O grupo dissidente de discussão Klub Krzywego Koła sobreviveu até 1962. Outras formas de expressão comunitária coletiva e uma autonomia acadêmica legalmente garantida (com base no estatuto do ensino superior de 1958) duraram até a crise política polonesa de 1968. O discurso acadêmico permitido contrastava fortemente com o tratamento dispensado aos trabalhadores, cujos conselhos de autogestão formados espontaneamente em 1956 foram neutralizados e colocados sob o controle do partido em 1958. Na era comunista, por causa de seu papel de classe na ideologia oficial e nas sensibilidades da liderança, os trabalhadores gozavam de alguma influência e um certo grau de proteção de seus interesses econômicos, com a condição de que se abstivessem de se envolver em política independente ou exercer pressão publicamente.
A reforma econômica foi tentada quando o Sejm criou o Conselho Econômico em 1957. O conselho incluiu os proeminentes economistas Oskar R. Lange, Czesław Bobrowski, Michał Kalecki e Edward Lipiński. Eles propuseram uma reforma de mercado, começando com a concessão de maior autonomia e capacidade de decisão mais independente para as empresas, para facilitar sua "realização dos objetivos do plano". Mas as melhorias econômicas recomendadas, apesar do autocontrole dos autores, não eram compatíveis com o obrigatório sistema de comando econômico centralizado e pesado da época, e o esforço de reforma fracassou.
Em outubro de 1957, o ministro das Relações Exteriores da Polónia, Adam Rapacki, propôs uma zona europeia livre de armas nucleares que incluiria os territórios da Polónia, Alemanha Ocidental, Alemanha Oriental e Tchecoslováquia. Em agosto de 1961, o novo Muro de Berlim consolidou a divisão da Europa.
Durante 1948-71, o governo polonês assinou acordos de indenização com vários países da Europa Ocidental (excluindo aqueles considerados aliados da Alemanha nazista), Canadá e Estados Unidos. Os acordos tratavam da compensação pelas perdas sofridas por cidadãos e empresas dos países envolvidos em decorrência de eventos bélicos e sua posterior nacionalização. O acordo com os EUA seguiu-se à visita à Polónia do vice-presidente Richard Nixon em agosto de 1959 e às suas conversações com Gomułka. Foi assinado em 1960 e o valor acordado foi pago pelo governo polonês em vinte parcelas. O governo dos Estados Unidos assumiu, assim, a responsabilidade pelas indenizações decorrentes de reclamações apresentadas por cidadãos norte-americanos.
Após a primeira onda de reformas, o regime de Gomułka começou a recuar em suas promessas. O controle sobre os meios de comunicação de massa e as universidades foi gradualmente reforçado, e muitos dos membros mais jovens e reformistas do partido foram forçados a sair (mais de 200 000 expurgados já em 1958, quando o PZPR empreendeu uma "verificação" de seus membros). O promissor Gomułka de 1956 transformou-se no autoritário Gomułka dos anos 1960. Embora a Polónia tenha desfrutado de um período de relativa estabilidade naquela década, o idealismo do "Outubro Polonês" desapareceu. As decisões tomadas no XIII Plenário do Comitê Central, realizado em 1963, significaram o fim definitivo do período de liberalização pós-outubro. A morte dos aliados táticos de Gomułka, a facção Puławy, gradualmente substituída pelo próprio povo de Gomułka, ficou aparente quando Roman Zambrowski, o principal político judeu, foi removido do Politburo.
A Polónia sob o governo de Gomułka era geralmente considerada um dos estados comunistas mais liberais. No entanto, os polacos ainda podem ser presos por escrever sátiras políticas sobre o líder do partido, como Janusz Szpotański fez, ou por publicar um livro no exterior. Uma "Carta dos 34" de março de 1964, assinada por importantes intelectuais e entregue ao gabinete do primeiro-ministro Cyrankiewicz, criticava o agravamento da censura e exigia uma política cultural mais aberta, garantida pela constituição. Jacek Kuroń e Karol Modzelewski foram expulsos do partido e a partir de 1965 presos por críticas escritas (uma "Carta Aberta ao Partido") ao governo do partido e apontando a natureza contraditória do suposto estado operário. Kuroń e Modzelewski acusaram o regime de trair a causa revolucionária; como muitos reformadores polacos mais jovens, eles falavam de posições de esquerda e estavam ideologicamente alinhados com os radicais ocidentais da década de 1960.
À medida que o regime se tornava menos liberal e mais repressivo, a popularidade de Gomułka diminuiu à medida que sua visão inicial perdia o ímpeto. Muitos polacos acharam a atitude hipócrita de Gomułka irritante e seu comportamento provinciano. Ele reagiu às críticas crescentes recusando-se a ceder e isolando-se com a ajuda de comparsas, dos quais Zenon Kliszko era o mais influente. Dentro do partido, o ministro do Interior Mieczysław Moczar e sua facção nacionalista-comunista conhecida como "os guerrilheiros" (junto com Moczarowcy, o sistema muito mais amplo da clientela política de Moczar) procuravam uma oportunidade de afirmar seu domínio.
Em meados da década de 1960, a Polónia estava começando a passar por dificuldades econômicas e as apreciáveis melhorias no padrão de vida até então mostravam sinais de estagnação (durante 1960-1970, os salários reais dos trabalhadores cresceram apenas em média 1,8% ao ano). O boom econômico do pós-guerra estava terminando e a economia mundial cada vez mais globalizada e integrada estava se tornando inóspita para desenvolvimentos nacionais operando por trás de barreiras comerciais. Como os outros estados comunistas, a Polónia estava gastando muito na indústria pesada, armamentos e projetos de prestígio e muito pouco na produção de consumo. O fracasso da coletivização de estilo soviético devolveu a terra coletivizada aos camponeses,  mas a maioria de suas fazendas era pequena demais para ser próspera e a produtividade na agricultura permaneceu baixa. As relações econômicas com a Alemanha Ocidental foram congeladas devido à interferência da Alemanha Oriental e à resistência à integração econômica. Gomułka atribuiu os sinais de declínio econômico à implementação defeituosa das orientações fundamentalmente corretas emitidas pelos órgãos centrais do partido. Ele falhou em apreciar o papel corretivo do mercado, cujo feedback não poderia ser substituído por cálculos teóricos, planejamento e decisões administrativas. Por outro lado, perseguindo investimentos conservadores em vez de políticas econômicas voltadas para o consumo, seu governo não gerou dívida externa.
A partir de 1960, o regime implementou cada vez mais políticas anticatólicas, incluindo assédio, propaganda ateísta e medidas que dificultavam a realização de práticas religiosas. Gomułka, de acordo com Andrzej Leder, foi o último político polonês que tentou seriamente realizar um programa anticlerical, um empreendimento esquerdista básico.  Em 1965, a Conferência dos Bispos Polacos emitiu a Carta de Reconciliação dos Bispos Polacos aos Bispos Alemães. Em 1966, as comemorações do milésimo aniversário da cristianização da Polônia, lideradas pelo primaz, o cardeal Stefan Wyszyński e outros bispos que percorreram o país, transformaram-se em uma grande demonstração do poder e popularidade da Igreja Católica na Polônia. Em feroz competição, as autoridades estatais conduziram suas próprias celebrações nacionais, enfatizando a origem do estado polonês, mas a exibição do comando da hierarquia da Igreja sobre enormes multidões em uma terra governada pelos comunistas deve ter impressionado os prelados católicos no Vaticano. e em outros lugares. O diálogo Estado-Igreja, simbolizado pela presença dos poucos deputados católicos independentes de Znak no parlamento, estava se deteriorando rapidamente.

### Eventos de 1968
Na década de 1960, oficiais do regime rival e seus seguidores, geralmente da geração mais jovem de ativistas do partido, começaram a conspirar contra o governo de Gomułka e seus associados. O chefe de segurança da Polónia, Mieczysław Moczar, um comandante partidário comunista do tempo de guerra, baseou seu apelo na retórica nacionalista combinada com sentimentos anti-intelligentsia e antijudaicos e se tornou o principal desafiante. O líder do partido na Alta Silésia, Edward Gierek, que se envolveu com o movimento comunista como um jovem trabalhador da indústria de mineração na França, também emergiu como um possível líder alternativo. Gierek foi favorecido pelos membros mais pragmáticos e tecnocráticos da nomenklatura. A partir de janeiro de 1968, a oposição revisionista polonesa e outros círculos foram fortemente influenciados pelo movimento em desenvolvimento da Primavera de Praga.
Em março de 1968, manifestações estudantis na Universidade de Varsóvia eclodiram após a proibição do governo de continuar apresentando a peça Dziady de Adam Mickiewicz (escrita em 1824) no Teatro Nacional de Varsóvia, por causa de sua alegada " referências anti-soviéticas". Posteriormente, o ORMO e outras formações de segurança atacaram estudantes universitários que protestavam em várias cidades importantes.[u]
No que ficou conhecido como os eventos de março de 1968, Moczar usou as celebrações espontâneas e informais anteriores do resultado da Guerra dos Seis Dias Árabe-Israelense de 1967 e agora o caso do teatro de Varsóvia como pretextos para lançar uma campanha anti-intelectual e anti-semita. (oficialmente designada como " anti-sionista "), cujo objetivo real era enfraquecer a facção do partido liberal pró-reforma e atacar outros círculos. Milhares de pessoas geralmente seculares e integradas de origem judaica perderam seus empregos e cerca de 15 000 judeus emigraram entre 1967 e 1971. Do que costumava ser a maior comunidade judaica da Europa pré-guerra, apenas alguns milhares de pessoas permaneceram na Polónia.
Outras vítimas foram estudantes universitários, muitos dos quais foram expulsos de suas instituições e tiveram suas carreiras destruídas, professores acadêmicos que tentaram defender os alunos e as próprias instituições acadêmicas: a Universidade de Varsóvia teve vários departamentos dissolvidos administrativamente.[k] Membros da intelligentsia liberal, judeus ou não, foram removidos do governo e de outros locais de trabalho. Intelectuais de esquerda e líderes estudantis perderam o que restava de sua fé no governo ostensivamente socialista. Finalmente, o próprio partido foi expurgado de muitos milhares de membros suspeitos, pessoas que de alguma forma não se encaixavam no novo ambiente de intolerância e ódio. Os expurgos de 1968 significaram também o início de uma substituição geracional em larga escala dos membros executivos do partido, um processo que continuou no início dos anos 1970, após a saída de Gomułka. Os quadros comunistas pré-guerra foram removidos e pessoas cujas carreiras foram formadas na Polónia Popular tomaram seu lugar, o que deu ao sucessor de Gomułka, Edward Gierek, uma das elites de poder mais jovens da Europa no início de seu mandato.
A proeminência dissidente revisionista nos eventos de 1968 ofuscou o despertar igualmente significativo ocorrendo entre a classe trabalhadora da Polónia. Gdańsk, onde milhares de estudantes e trabalhadores lutaram contra a polícia em 15 de março, teve a maior taxa de detenções administrativas e processos judiciais do país. A maior proporção de pessoas detidas e encarceradas em março e abril de 1968 na Polónia foi classificada pelas autoridades como "trabalhadores".
Uma tentativa interna foi feita para desacreditar a liderança de Gomułka, mas havia aspectos da caça às bruxas em andamento que ele descobriu ser uma vantagem e tolerou. Nesse ínterim, danos irreversíveis à sociedade foram destruídos pelo movimento Moczar. O regime de Gomułka reafirmou-se e foi salvo por uma combinação de fatores internacionais e domésticos, incluindo a incapacidade da facção Moczar de assumir o partido e o aparato estatal. A União Soviética, agora liderada por Leonid Brezhnev, estava preocupada com a crise na Tchecoslováquia e não estava inclinada a apoiar mudanças de pessoal na liderança polonesa.
Em agosto de 1968, o Exército do Povo Polonês participou da invasão da Tchecoslováquia pelo Pacto de Varsóvia. Alguns intelectuais polacos protestaram e Ryszard Siwiec queimou-se vivo durante as comemorações de um feriado oficial. A participação polonesa no esmagamento do movimento de liberalização tcheco (a conquista culminante do revisionismo marxista, de acordo com David Ost) afastou ainda mais Gomułka de seus antigos apoiadores liberais. Mas dentro do partido, a oposição a Gomułka enfraqueceu e o 5º Congresso do PZPR reconfirmou seu governo em novembro. Brezhnev, que compareceu à reunião, aproveitou a ocasião para expor sua Doutrina Brezhnev, um direito autoconcedido pelos soviéticos de intervir com força se um estado aliado se afastar demais do "curso fraterno".
Em dezembro de 1970, o governo de Gomułka obteve um grande sucesso político quando a Polónia obteve o reconhecimento pela Alemanha Ocidental das fronteiras pós-Segunda Guerra Mundial. Nas negociações que levaram ao Tratado de Varsóvia, o lado alemão garantiu o direito de emigrar para a Alemanha Ocidental para residentes na Polónia de identidade alemã e a capacidade de ajudar financeiramente aqueles que permaneceram na Polónia por meio da concessão de pensões. Centenas de milhares acabaram sendo afetados. O chanceler alemão Willy Brandt, que assinou o acordo, aproveitou a ocasião para pedir de joelhos perdão pelos crimes dos nazistas (Kniefall von Warschau). Seu gesto foi entendido na Polónia como dirigido a todos os polacos, embora tenha sido feito no local do Gueto de Varsóvia e, portanto, dirigido principalmente aos judeus. O notável processo de reconciliação entre as nações polonesa e alemã foi iniciado cinco anos antes, quando os líderes da Igreja polonesa emitiram a Carta de Reconciliação dos Bispos Polacos aos Bispos Alemães, criticada então pelo governo polonês.
Gomułka sentiu-se orgulhoso e seguro após o tratado com a Alemanha Ocidental, sua conquista política marcante. Significou uma tendência duradoura na política internacional da Polónia: livrar o país da dependência desproporcional da Rússia e compensar a vulnerabilidade de segurança construindo boas relações com a Alemanha.
Mas o evento não conseguiu mascarar a crise econômica em que a Polónia estava mergulhando. Embora o sistema de preços fixos e artificialmente baixos dos alimentos mantivesse o descontentamento urbano sob controle, ele causava tensão econômica. No longo prazo, a situação era insustentável e, em 12 de dezembro de 1970, o regime anunciou inesperadamente aumentos substanciais nos preços dos alimentos básicos. As novas medidas eram incompreensíveis para muitos trabalhadores, e seu momento infeliz (antes do Natal, o período de compra de alimentos mais intenso para a maioria das famílias polonesas) levou a uma forte reação social e, finalmente, à queda de Gomułka do poder.
De 14 a 19 de dezembro de 1970, manifestações em massa contra os aumentos de preços eclodiram nas cidades do norte (costa do Báltico) de Gdańsk, Gdynia, Elbląg e Szczecin. Em confrontos violentos nesses e em outros locais, 19 prédios públicos foram destruídos ou danificados, incluindo sedes do partido em Gdańsk e Szczecin. O Comitê Central do PZPR estava deliberando em Varsóvia, mas uma conferência menor, liderada por Gomułka, emitiu uma autorização para o uso limitado de força letal para defender vidas e propriedades. Gomułka, no entanto, estava determinado a impor uma resolução vigorosa do conflito. Entre os líderes partidários que chegaram ao litoral e dirigiram as ações locais de fiscalização, inicialmente em Gdańsk, estavam Zenon Kliszko e Stanisław Kociołek. Em Gdynia, os soldados foram instruídos a impedir que os manifestantes voltassem aos prédios das fábricas; eles atiraram contra uma multidão de trabalhadores saindo de trens suburbanos. Confrontos fatais ocorreram também em Szczecin. Possivelmente cerca de cinquenta pessoas foram mortas na região costeira em dezembro.
O movimento de protesto se espalhou para outras cidades, levando a mais greves e fazendo com que trabalhadores furiosos ocupassem muitas fábricas. A greve geral em toda a Polónia foi marcada para 21 de dezembro de 1970.
A reunião da liderança do partido em Varsóvia em 20 de dezembro reconheceu o perigo que a revolta da classe trabalhadora representava para seu sistema. Em consultas com os perturbados líderes soviéticos, eles providenciaram a renúncia de Gomułka, que estava estressado e doente. Vários de seus colaboradores também foram removidos. Edward Gierek foi elaborado como o novo primeiro secretário. Mieczysław Moczar, outro forte candidato, não era confiável e até mesmo culpado pelo desastre atual pelos soviéticos.
Outra greve em Szczecin estourou em 22 de janeiro de 1971. Gierek apostou que suas aparições pessoais resolveriam a crise. Ele foi a Szczecin em 24 de janeiro e a Gdańsk no dia seguinte, encontrou-se com os trabalhadores, pediu desculpas pelos erros do passado e garantiu-lhes que, como ex-trabalhador, entendia sua situação e agora governaria a Polónia para o povo. Os participantes da greve de Szczecin exigiram conselhos de trabalhadores e representantes sindicais eleitos livremente. Gierek consentiu, mas na realidade as autoridades logo marginalizaram e eliminaram os líderes operários das estruturas trabalhistas legalmente existentes e de seus locais de trabalho. As greves de fevereiro de 1971 em Łódź se seguiram e se concentraram em demandas econômicas. Posteriormente, os preços foram reduzidos, os aumentos salariais anunciados e mudanças econômicas e políticas radicais prometidas.
O movimento de oposição polonês, tradicionalmente liderado pela intelligentsia, após os dois golpes pesados de 1968 e 1970 estava em desordem e em silêncio. A tênue ligação dos revisionistas com o partido comunista foi permanentemente rompida, mas uma nova estratégia ainda não havia surgido. No entanto, já em 1971, Leszek Kołakowski publicou no jornal emigrante Kultura um artigo seminal intitulado Teses sobre Esperança e Desesperança. Ele apresentou um conceito de movimento de resistência civil democratizante que seria válido mesmo na sociedade socialista estatal reprimida e aparentemente sem saída.

## Década de Gierek (1970–1980)

### Alcançando o Ocidente
Gierek, como Gomułka em 1956, chegou ao poder com uma série de promessas de que tudo seria diferente a partir de agora: os salários subiriam, os preços permaneceriam estáveis, haveria liberdade de expressão e os responsáveis pela violência em Gdynia e em outros lugares seria punido. Gierek era considerado um homem honesto e bem-intencionado, e suas promessas lhe renderam algum tempo. Ele passou a criar um novo programa econômico, baseado em empréstimos em larga escala de bancos do Ocidente, para comprar tecnologia que melhoraria a produção de bens de exportação da Polónia. Este empréstimo maciço, estimado em mais de 24 bilhões de dólares americanos (década de 1970) durante os anos Gierek, destinava-se a equipamentos e modernização da indústria polonesa e à importação de bens de consumo para dar aos trabalhadores mais incentivo ao trabalho.
Nos anos seguintes, o regime se engajou com otimismo em reformas e experimentos e, pela primeira vez, muitos polacos puderam comprar carros, televisões e outros itens de luxo. Atenção era dada aos salários que os trabalhadores recebiam. Os camponeses tiveram suas entregas compulsórias abolidas, receberam preços mais altos por seus produtos e o serviço de saúde gratuito foi finalmente estendido à Polónia rural autônoma. A censura foi aliviada e os polacos puderam viajar para o Ocidente e manter contatos estrangeiros com pouca dificuldade. As relações com as comunidades de emigrantes polacos foram melhoradas. O relativo relaxamento cultural e político resultou em um melhor ambiente de liberdade de expressão, exercido, por exemplo, pelo respeitado semanário Polityka. Esperava-se que os maciços investimentos e compras de tecnologia ocidental melhorassem o padrão de vida dos vários segmentos da sociedade e estabelecessem uma indústria e agricultura polonesas internacionalmente competitivas. A manufatura modernizada resultaria em uma exportação amplamente expandida de produtos fabricados na Polónia para o Ocidente, o que, por sua vez, geraria moeda forte para saldar as dívidas.
Esta "Nova Estratégia de Desenvolvimento", baseada no crescimento liderado pelas importações,  dependia das condições econômicas globais e o programa vacilou repentinamente por causa da recessão mundial e aumento dos preços do petróleo. Os efeitos da crise do petróleo de 1973-74 produziram um aumento inflacionário seguido por uma recessão no Ocidente, que resultou em um aumento acentuado no preço dos bens de consumo importados na Polónia, juntamente com um declínio na demanda por exportações polonesas, principalmente carvão. A dívida externa da Polónia, ausente na época da saída de Gomułka, aumentou rapidamente sob Gierek para atingir uma cifra multibilionária. Continuar a tomar empréstimos do Ocidente tornou-se cada vez mais difícil. Os bens de consumo começaram a desaparecer das lojas polonesas. As novas fábricas construídas pelo regime de Gierek provaram ser em grande parte ineficazes e mal administradas, pois os fundamentos da demanda do mercado e da relação custo-benefício eram frequentemente ignorados. A significativa reforma econômica interna, prometida pela equipe de Gierek, não se concretizou.
Os créditos ocidentais ajudaram a estimular o crescimento industrial e ajudaram a política de consumismo de Gierek, mas apenas por alguns anos. A produção industrial cresceu em média 10% ao ano entre 1971 e 1975 (os anos mais tarde lembrados por muitos polacos mais velhos como os mais prósperos, considerando não apenas o período comunista na Polónia), apenas para diminuir para menos de 2% em 1979. O serviço da dívida, que consumia 12% das receitas de exportação em 1971, subiu para 75% em 1979.
Em 1975, como outros países europeus, a Polónia tornou-se signatária dos Acordos de Helsinque e membro da Organização para Segurança e Cooperação na Europa (OSCE); tais desenvolvimentos foram possíveis devido ao período de " détente " entre a União Soviética e os Estados Unidos. Apesar das promessas do regime de que as liberdades listadas no acordo seriam implementadas na Polónia, houve pouca mudança. No entanto, os polacos estavam se tornando mais conscientes dos direitos que estavam sendo negados e encorajados pelo conhecimento das obrigações do tratado de seu governo.
As crescentes dificuldades do governo de Gierek levaram também a uma maior dependência da União Soviética, incluindo estreita cooperação econômica e demonstrações de submissão não vistas sob o governo de Gomułka. A constituição, emendada em fevereiro de 1976, formalizou a aliança com a União Soviética e o protagonismo do partido comunista. A linguagem das mudanças propostas foi suavizada após protestos de intelectuais e da Igreja, mas o regime sentiu que precisava de autoridade adicional devido ao endividamento com o Ocidente e ao aprofundamento da crise econômica. As questões polêmicas levantadas ajudaram a unir os círculos emergentes da oposição política ativa.
No entanto, o regime de Gierek tirou a ênfase da ideologia marxista e, desde então, os governos "comunistas" da Polónia se concentraram em questões pragmáticas e preocupações atuais. Na política econômica polonesa, novas tendências duradouras foram iniciadas, como a ênfase na iniciativa individual, aspirações pessoais e competição, que alguns interpretaram como um ataque ao igualitarismo (as desigualdades sociais estavam de fato aumentando). Seções da intelligentsia, nomenklatura e pequenos negócios deram origem à classe média emergente. As novas formas "socialistas" eram menos totalitárias, enfatizavam a inovação, métodos de gestão modernos e trabalhadores engajados, todos vistos como necessários para empurrar a economia ultrapassada para além do estágio de crise constante. A Polónia dos anos 1970 tornou-se mais aberta ao mundo e entrou na economia global, o que mudou permanentemente a sociedade, criando ao mesmo tempo um novo tipo de vulnerabilidade à crise. O pensamento de oposição, sua promoção da sociedade formada por indivíduos ativos, desenvolveu-se ao longo de conceitos complementares.
Como resultado da rebelião dos trabalhadores de 1970, os preços dos alimentos permaneceram congelados e artificialmente baixos. A demanda por produtos alimentícios superou a oferta também por causa dos salários reais mais elevados, que já nos dois primeiros anos do governo de Gierek aumentaram mais do que durante toda a década de 1960. Em junho de 1976, na tentativa de reduzir o consumo, o governo introduziu um aumento de preços há muito anunciado e várias vezes adiado, mas radical: alimentos básicos tiveram seus preços aumentados em média 60%, três vezes a taxa de Gomułka 'a aumenta de seis anos antes. Os aumentos salariais compensatórios foram direcionados para a parte mais rica da população.[w] O resultado foi uma onda de greves nacional imediata, com manifestações violentas, saques e outros distúrbios trabalhistas na Fábrica Ursus perto de Varsóvia, em Radom, Płock e outros lugares. O governo rapidamente recuou e revogou os aumentos de preços, mas os líderes da greve foram presos e levados a julgamento.  Uma série de reuniões públicas "espontâneas" em grande escala, destinadas a transmitir a "ira do povo" contra os "criadores de problemas", foi organizada pela liderança do partido em várias cidades, mas a pressão soviética impediu novas tentativas de aumentar os preços. As relações cordiais de Gierek no passado com Leonid Brezhnev estavam agora seriamente prejudicadas. Os cartões de racionamento de alimentos, introduzidos por causa do mercado desestabilizado em agosto de 1976, continuariam sendo uma característica da vida na Polónia durante a República Popular. A retirada do regime, pela segunda vez em vários anos, representou uma derrota sem precedentes. Dentro do rígido sistema político, o governo não conseguiu reformar (perderia o controle e o poder) nem satisfazer as necessidades básicas da sociedade, porque teve que vender para o exterior tudo o que podia para pagar a dívida externa e os juros. O governo estava em um dilema, a população sofria com a falta de necessidades e a oposição organizada encontrou espaço para se expandir e se consolidar.
Por causa dos distúrbios de 1976 e as subsequentes prisões, maus-tratos e demissões de militantes trabalhadores, um grupo de intelectuais liderados por Jacek Kuroń, Antoni Macierewicz, Jan Józef Lipski e Adam Michnik fundou e operou o Comitê de Defesa dos Trabalhadores (Komitet Obrony Robotników ; KOR). O objetivo do KOR era ajudar os trabalhadores vítimas da repressão de 1976. Trabalhando para apoiar os movimentos espontâneos dos trabalhadores, os dissidentes reconheceram o papel necessariamente predominante da classe trabalhadora na resistência aos abusos do regime. Consequentemente, a oposição recém-formada foi cada vez mais caracterizada por uma aliança da intelligentsia com os trabalhadores. O KOR, segundo Modzelewski, constituía o núcleo da oposição organizada e uma semente de alternativa política; abrindo caminho para outras formações de oposição, engendrou o pluralismo político. Mais grupos de oposição logo se seguiram, incluindo o Movimento de Defesa dos Direitos Humanos e Cívicos (ROPCiO), Sindicatos Livres da Costa (WZZW) e a Confederação da Polónia Independente (KPN). O periódico Robotnik ('O Trabalhador') foi distribuído nas fábricas a partir de setembro de 1977. A ideia de sindicatos independentes foi levantada pela primeira vez pela greve dos trabalhadores de Gdańsk e Szczecin em 1970-71. Agora foi desenvolvido e promovido pelo KOR e seus colaboradores de esquerda, o que levou ao estabelecimento em 1978 dos Sindicatos Livres, o precursor do Solidariedade. O KPN representava a direita minoritária da cena da oposição polonesa na época. Os membros da oposição tentaram resistir ao regime denunciando-o por violar a Constituição da República Popular da Polónia, as leis polacas e as obrigações internacionais da Polónia. Eles se encaixam nos movimentos de direitos humanos do bloco soviético pós- Helsinque e, em sua maioria, ainda não desenvolveram orientações antissistema mais radicais.[x]
Durante o resto da década de 1970, a resistência ao regime cresceu, assumindo também as formas de grupos estudantis, jornais e editoras clandestinas, livros e jornais importados e até mesmo uma " Universidade Voadora ". O regime praticou várias formas de repressão contra os movimentos reformistas emergentes.
Em 16 de outubro de 1978, a Polónia experimentou o que muitos polacos literalmente acreditaram ser um milagre. O cardeal Karol Wojtyła, arcebispo de Cracóvia, foi eleito papa no Vaticano, assumindo o nome de João Paulo II. A eleição de um papa polonês teve um efeito eletrizante naquele que era, na época, um dos últimos países idiossincraticamente católicos da Europa. Quando John Paul visitou a Polónia em junho de 1979, meio milhão de pessoas vieram recebê-lo em Varsóvia; nos oito dias seguintes, cerca de dez milhões de polacos assistiram às muitas missas ao ar livre que ele celebrou. João Paulo tornou-se claramente a pessoa mais importante da Polónia, deixando o regime não tanto contestado quanto ignorado. Em vez de convocar a rebelião, João Paulo encorajou a criação de uma "Polónia alternativa" de instituições sociais independentes do governo, para que, quando viesse a próxima crise, a nação apresentasse uma frente unida.

### Emigração polonesa
O governo polonês no exílio em Londres, não reconhecido desde o fim da Segunda Guerra Mundial, ridicularizado pelos comunistas, para muitos polacos foi de grande importância simbólica. Sob o presidente Edward Bernard Raczyński, superou anos de disputas internas e, após a eleição do papa polonês, na época da oposição polonesa cada vez mais assertiva, melhorou sua imagem e posição.
As grandes comunidades de emigrantes polacos na América do Norte, Europa Ocidental e em outros lugares eram politicamente ativas e davam apoio significativo àqueles que lutavam no país. A polonia americana fortemente anticomunista e outros polacos se sentiram gratos pela liderança do presidente Ronald Reagan. Das instituições polonesas no Ocidente, as mais importantes foram a Radio Free Europe, cuja seção polonesa era dirigida por Jan Nowak-Jeziorański, e a revista literária mensal Kultura em Paris, liderada por Jerzy Giedroyc e Juliusz Mieroszewski.

## Década final da República Popular da Polónia (1980-1989)

### Economia em crise e agitação trabalhista
Em 1980, as autoridades não tiveram escolha a não ser fazer outra tentativa de elevar os preços ao consumidor a um nível realista, mas sabiam que isso provavelmente desencadearia outra rebelião dos trabalhadores. Empresas e instituições financeiras ocidentais que fornecem empréstimos ao regime em uma reunião no Bank Handlowy em Varsóvia em 24 de abril de 1980 Os banqueiros deixaram claro que o estado não poderia mais subsidiar preços artificialmente baixos de bens de consumo. O governo cedeu depois de dois meses e, em 1º de julho, anunciou um sistema de aumento gradual, mas contínuo, dos preços, principalmente da carne. Uma onda de greves e ocupações de fábricas começou imediatamente, com as maiores ocorrendo em Lublin em julho.
As greves atingiram a costa politicamente sensível do Mar Báltico, com uma greve sentada no Estaleiro Lenin em Gdańsk começando em 14 de agosto. Entre os líderes da greve estavam Anna Walentynowicz e Lech Wałęsa, um eletricista de estaleiro há muito demitido que chefiou o comitê de greve. Uma lista de 21 demandas foi formulada pelo Comitê de Greve Interempresarial em 17 de agosto. A onda grevista se espalhou pelo litoral, fechando os portos e paralisando a economia. Com a ajuda de ativistas do KOR e apoio de muitos outros intelectuais (uma Comissão de Especialistas foi estabelecida para ajudar nas negociações), os trabalhadores ocupando as várias fábricas, minas e estaleiros na Polónia se organizaram como uma frente unida. Eles não estavam limitando seus esforços à busca de melhorias econômicas, mas fizeram e mantiveram a demanda crucial, um estabelecimento de sindicatos independentes do controle do governo. Entre outras questões levantadas estavam os direitos da Igreja, a libertação de presos políticos e a melhoria dos serviços de saúde.
A liderança do partido se deparou com uma escolha entre repressões em grande escala e um acordo amigável que daria aos trabalhadores o que eles queriam e assim acalmaria a população revoltada. Eles escolheram o último. Em 31 de agosto, Wałęsa assinou o Acordo de Gdańsk com Mieczysław Jagielski, membro do Politburo do partido. O acordo reconheceu o direito dos empregados de se associarem a sindicatos livres, obrigou o governo a tomar medidas para eliminar a censura, aboliu o trabalho de fim de semana, aumentou o salário mínimo, melhorou e ampliou o bem-estar e as pensões e aumentou a autonomia das empresas industriais, onde um papel significativo seria desempenhado pelos conselhos de autogestão dos trabalhadores. O governo do partido foi significativamente enfraquecido (para um "papel de liderança no estado", não na sociedade), mas mesmo assim explicitamente reconhecido, juntamente com as alianças internacionais da Polónia. Foi visto pelas forças mais moderadas, incluindo os principais conselheiros da intelligentsia e a hierarquia católica, como necessário para impedir uma intervenção soviética. Os negociadores da oposição não se preocuparam com a questão da acessibilidade das concessões econômicas que obtiveram e uma onda de euforia nacional tomou conta do país. Além do Acordo de Gdańsk, documentos semelhantes foram assinados em outros centros de atividade grevista: em Szczecin (o Acordo de Szczecin), Jastrzębie-Zdrój e na Katowice Steelworks.

### Solidariedade
O Acordo de Gdańsk, resultado da greve de agosto de 1980, foi um marco importante. Isso levou a uma reunião nacional de representantes sindicais independentes (Comitês Organizadores Interfábricas, MKZ) em 17 de setembro em Gdańsk e à formação do sindicato " Solidariedade " (polonês Solidarność), fundado naquele dia e liderado por Lech Wałęsa.[j] As ideias do movimento sindical independente espalharam-se rapidamente por toda a Polónia; Estruturas de solidariedade foram formadas na maioria dos locais de trabalho e em todas as regiões. Tendo sido capaz de superar os esforços do regime para frustrar ou inviabilizar suas atividades e status, o Solidariedade foi finalmente registrado no tribunal como um sindicato nacional de trabalhadores em novembro. No início de 1981, foi estabelecida uma rede de organizações sindicais em nível empresarial; incluía os principais complexos industriais do país, como a Siderúrgica Lenin em Cracóvia e as minas da Silésia.
Inicialmente, na tradição do KOR, o Solidariedade era um movimento ostensivamente apolítico visando a reconstrução da sociedade civil. Subitamente lançado à existência legal e proeminência em 1980, o Solidariedade e a oposição polonesa em geral careciam de um programa construtivo ou consenso em relação a novos desenvolvimentos. Em 1981, o Solidariedade aceitou a necessidade de assumir um papel político e ajudou a formar um amplo movimento social antigovernamental, dominado pela classe trabalhadora e com membros que variavam de pessoas ligadas à Igreja Católica a esquerdistas não comunistas. O sindicato foi apoiado por dissidentes intelectuais, incluindo o KOR, e aderiu a uma política de resistência não violenta. Segundo Karol Modzelewski, o Solidariedade de 1980-81 foi permeado pela ideia de irmandade entre a intelectualidade e os trabalhadores. Nas áreas de ideologia e política, o Solidariedade seguiu o exemplo de seus intelectuais de oposição associados.[p]
A atividade do Solidariedade, embora preocupada com questões sindicais (como a substituição do sistema administrado pela nomenklatura pela autogestão dos trabalhadores na tomada de decisões em nível empresarial),[h] foi amplamente considerada como o primeiro passo para desmantelar o domínio do regime sobre as relações sociais instituições, organizações profissionais e associações comunitárias. Por causa das condições específicas da sociedade socialista estatal, o Solidariedade logo perdeu seu foco trabalhista e se tornou um movimento universalista que enfatizava os direitos cívicos e a sociedade aberta. Remover a formação dominante ou quebrar a dependência da União Soviética não estava na agenda. Usando greves e outras táticas, o sindicato procurou bloquear as políticas do governo. Os objetivos do primeiro, chamado Primeiro Solidariedade (1980-81), eram reformar o socialismo, não introduzir a propriedade industrial privada ou e também promover o capitalismo em geral. O Solidariedade foi um movimento igualitário e coletivista. Não postulava qualquer reprivatização de propriedades assumidas pelo Estado após a Segunda Guerra Mundial ou de posses rurais geradas pela reforma agrária, pois tais conceitos estavam além do horizonte axiológico da sociedade polonesa. A solidariedade era socialista e a justiça social era seu objetivo. A revolta do Primeiro Solidariedade pode ser vista também como uma revolta dos trabalhadores contra as características capitalistas emergentes da ordem econômica que diminuíram seu papel na sociedade liderada por Gierek, combinada com a abordagem "antipolítica" (construir a sociedade civil "sem referência tanto ao estado e mercado") abraçados na época por seus líderes intelectuais aliados. Pessoas de orientações decididamente anticomunistas ou anti-PZPR constituíam uma minoria relativamente pequena dentro da organização Primeira Solidariedade, que acomodava um milhão de membros do partido comunista entre suas fileiras. Além dos trabalhadores, tanto agricultores individuais quanto estudantes e também criaram suas próprias organizações independentes: Solidariedade Rural e União Independente de Estudantes. Eles foram formalmente reconhecidos pelas autoridades somente após ações grevistas conduzidas por ativistas de ambos os movimentos em janeiro de 1981.
Em setembro de 1980, após os acordos trabalhistas, o primeiro secretário Gierek foi destituído do cargo e substituído como líder do partido por Stanisław Kania. Como seus antecessores, Kania fez promessas que o regime não pôde cumprir e também porque as autoridades ainda estavam presas à contradição: se seguissem a necessidade econômica, gerariam instabilidade política. A renda nacional bruta caiu 2% em 1979, 8% em 1980 e 15 a 20% em 1981.
Na cúpula comunista em dezembro de 1980 em Moscovo, Kania discutiu com Leonid Brezhnev e outros líderes do Pacto de Varsóvia, que pressionaram por uma intervenção militar imediata na Polónia. Kania e o Ministro da Defesa Wojciech Jaruzelski declararam sua determinação de lutar contra a "contra-revolução" na Polónia por conta própria. Em relação ao Solidariedade, como eles o viam, ainda havia uma chance de prevalecer sua corrente saudável e da classe trabalhadora, não os elementos problemáticos e anti-socialistas instigados pelo KOR. O presidente Jimmy Carter e o presidente eleito Ronald Reagan fizeram ligações urgentes para Brezhnev e a intervenção foi adiada. Nesse ínterim, o Solidariedade, não muito ciente do perigo iminente, fez seu trabalho revolucionário, praticando a democracia no movimento sindical e pressionando por uma sociedade soberana de várias maneiras. Os sindicatos autônomos, unidos sob a bandeira do Solidariedade, lutaram para "recuperar a vida pública do controle monopolista do partido". Em 16 de dezembro de 1980, o Monumento aos e também Trabalhadores do Estaleiro Caídos de 1970 foi oficialmente inaugurado em Gdańsk em uma cerimônia que marcou o ponto alto na ascensão do Solidariedade.
Entre os protestos em massa que ocorreram naquela época estavam a greve geral do inverno de 1981 em Bielsko-Biała, a greve de advertência nacional na primavera daquele ano e as manifestações de fome no verão. A greve de advertência ocorreu após os eventos de Bydgoszcz (março de 1981), durante os quais as autoridades recorreram à violência para reprimir os ativistas do Solidariedade. A planejada greve geral foi cancelada após o questionável acordo do Solidariedade com o governo, mas os negociadores trabalharam sob a ameaça de intervenção soviética. O compromisso de Wałęsa evitou um confronto com o regime ou seus aliados estrangeiros, mas ao preço da perda de parte da dinâmica e também do movimento de protesto. Durante os meses que se seguiram, o Solidariedade continuou enfraquecendo e seu apoio popular não era mais capaz de uma ação determinada em massa.
O ministro Jaruzelski tornou-se também primeiro-ministro em fevereiro de 1981. Em junho, o Comitê Central Soviético pressionou o partido polonês para uma mudança de liderança, mas Jaruzelski recebeu forte apoio dos militares do Comitê Central Polonês. O IX Congresso extraordinário do PZPR ocorreu em julho. Kania e também foi reeleito primeiro secretário do partido, enquanto os reformadores internos da organização sofreram uma derrota.
Como a situação econômica se deteriorava e o regime evitava a implementação das reformas acordadas, os representantes do governo e do Solidariedade se reuniram no início de agosto para discutir as questões pendentes. As conversas terminaram em desacordo. Durante uma conferência da Comissão Nacional do Solidariedade (um órgão representativo central de formulação de políticas) que se seguiu, Modzelewski, Kuroń e outros propuseram uma transformação democrática e arranjos práticos pelos quais a União assumiria um papel político importante, participando do governo do país, aceitando responsabilidade pelo resultado e manutenção da paz social, aliviando assim o partido no poder de alguns de seus fardos. Tal acordo foi visto como o único caminho construtivo a seguir, mas e também exigiria parceiros governamentais interessados em uma solução negociada.
A existência do Solidariedade e as liberdades políticas que o movimento trouxe paralisaram o estado autoritário e a economia controlada pelo estado. A vida cotidiana estava se tornando cada vez mais insuportável e o público exibia sentimentos de extrema volatilidade. A hostilidade da nomenklatura em relação e também ao Solidariedade crescia rapidamente.
Na reunião do Comitê de Defesa do Estado em 13 de setembro (tempo das manobras soviéticas do Exercício Zapad-81 e de pressão renovada sobre a liderança polonesa), Kania foi avisado pelos quadros uniformizados de que a contra-revolução em progresso deve ser encerrada pela imposição da lei marcial. Os secretários regionais do PZPR logo lançaram as mesmas demandas. Nessas circunstâncias, em e também outubro, o primeiro-secretário Kania renunciou e o primeiro-ministro Jaruzelski tornou-se também o chefe do partido.
Em setembro e outubro, o Primeiro Congresso de Solidariedade deliberou em Gdańsk. Wałęsa enfrentou oposição ativista e mal foi eleito presidente da organização. Os delegados aprovaram um programa de reforma radical no qual a palavra "social" ou "socializado" foi repetida 150 vezes. O congresso lançou um apelo provocativo aos trabalhadores de outros países do Leste Europeu, instando-os a seguir os passos do Solidariedade. As greves cada vez mais "políticas" autorizadas localmente continuaram. Eles foram caracterizados como " gatos selvagens " por Wałęsa, que tentou desesperadamente impor disciplina a partir do centro. Ele tentou chegar a um acordo com o estado, encontrando-se com o general Jaruzelski e o primaz católico Józef Glemp em 4 de novembro. Na época dos esforços revigorados do regime para reduzir o papel do Solidariedade, o sindicato tinha quase dez milhões de membros - quase quatro vezes mais que o partido no poder. O humor militante foi exibido e as exigências irrealistas foram feitas na reunião da Comissão Nacional parcialmente representada em 3 de dezembro, mas os procedimentos foram grampeados pelas autoridades, que então transmitiram as gravações (anteriormente manipuladas a seu favor).
O governo, sem consultar o Solidariedade, adotou um plano de medidas econômicas que só poderiam ser implementadas pela força e pediu ao parlamento uma autoridade extraordinária. No início de dezembro, Jaruzelski foi pressionado por seus generais e coronéis para uma ação enérgica imediata e suas demandas foram repetidas na reunião do Politburo em 10 de dezembro. Nos dias 11 e 12 de dezembro, a Comissão Nacional do Solidariedade declarou 17 de dezembro o dia do protesto nacional. Nem o esgotado, mas radicalizado Solidariedade, nem o establishment governante estavam dispostos ou capazes de recuar e, na era de Brezhnev, não poderia haver uma solução pacífica para a situação que se desenvolveu. Os soviéticos agora expressavam preferência para que o conflito fosse resolvido pelas autoridades polonesas, mas a Polónia, de acordo com Karol Modzelewski, teve sorte em evitar uma carnificina de intervenção estrangeira. Outros, incluindo o historiador Antoni Dudek, acham que não havia justificativa suficiente para a imposição da lei marcial que se seguiu.

### Imposição da lei marcial
Em 13 de dezembro de 1981, alegando que o país estava à beira de um colapso econômico e civil e alegando o perigo de uma intervenção soviética, o general Wojciech Jaruzelski iniciou uma repressão ao Solidariedade. A lei marcial foi declarada, o sindicato trabalhista livre foi suspenso e a maioria de seus líderes detidos.  Vários milhares de cidadãos foram internados ou presos e um número muito maior foi submetido a várias formas de assédio. A milícia estadual polonesa (Milicja Obywatelska, a polícia) e a tropa de choque paramilitar ZOMO suprimiram a greve e as manifestações. As forças militares entraram nas empresas industriais para reprimir o movimento sindical independente. Uma série de ataques violentos incluiu a pacificação da Mina de Carvão Wujek, durante a qual 9 pessoas foram mortas. A ofensiva da lei marcial foi dirigida principalmente contra os trabalhadores e seu sindicato; os trabalhadores, ao invés dos ativistas da intelligentsia, foram objeto do e também tratamento mais brutal. As autoridades finalmente conseguiram impor aos membros do Solidariedade um trauma individual e coletivo, do qual o movimento de massas quebrado não seria capaz de se recuperar. A Igreja Católica se esforçou para exercer uma influência moderadora no Solidariedade antes e depois da lei marcial.
Inicialmente, a liderança do regime pretendia remodelar o Solidariedade em um sindicato complacente, despojado de seus conselheiros da intelligentsia e compatível com o sistema socialista de estado. O e também fracasso em incitar a maioria dos líderes do Solidariedade a colaborar, especialmente a recusa de Wałęsa em estender tal cooperação, resultou na adoção pelo governo da meta de liquidação total do movimento sindical.
Greves e protestos se seguiram, mas não foram tão generalizados quanto os de agosto de 1980. As últimas manifestações de rua em massa que o Solidariedade conseguiu reunir ocorreram em 31 de agosto de 1982, o segundo aniversário dos acordos de Gdańsk. O " Conselho Militar de Salvação Nacional " proibiu o Solidariedade oficialmente em 8 de outubro. A lei marcial foi formalmente levantada em julho de 1983, embora muitos controles intensificados sobre as liberdades civis e a vida política, bem como o racionamento de alimentos, permanecessem em vigor durante a década de 1980.  Com todas as restrições, no entanto, "o domínio cultural oficial permaneceu muito mais aberto do que antes de 1980" e "a política cultural continuou a ser a mais aberta em toda a Europa Oriental". Entre as concessões na área de direitos civis e políticos concedidas pelo conturbado regime estão a criação do Tribunal Constitucional em 1982 e da Ouvidoria da Polónia em 1987.
Em meados da década de 1980 e até mesmo em 1987, o Solidariedade era visto por muitos, incluindo a maioria de seus ativistas, como provavelmente uma coisa do passado. Persistiu apenas como uma pequena organização clandestina, apoiada por várias instituições internacionais, desde a Igreja Católica até a Agência Central de Inteligência. Quando a maioria das figuras importantes do Solidariedade foram internadas ou neutralizadas pelas autoridades, Zbigniew Bujak, chefe da filial do sindicato em Varsóvia, permaneceu escondido e foi o líder da organização clandestina até sua prisão em 1986. Mas o público em geral pós-lei marcial deu sinais de cansaço e decepção, pois ficou claro que o Solidariedade não era uma frente unida.[d1]

### "Socialismo de mercado" e implosão sistêmica
Durante os anos caóticos do Solidariedade e da lei marcial, a Polónia entrou em uma década de crise econômica mais pronunciada do que nos anos de Gierek. As obras dos grandes projetos inacabados iniciados na década de 1970 exauriam os investimentos disponíveis, sobrava pouco dinheiro para a substituição de equipamentos de produção obsoletos e os produtos manufaturados não eram competitivos no mercado mundial. A ineficácia gerencial, a má organização da produção e a escassez de insumos e matérias-primas estiveram entre os fatores que contribuíram para a deterioração ainda maior do moral dos trabalhadores. 640 000 pessoas em idade produtiva deixaram o país entre 1981 e 1988.
Ao longo de sua existência, os governos sob a liderança do general Jaruzelski (1981-1989) se engajaram em reformas da economia de mercado destinadas a melhorar o desempenho econômico, eliminando o planejamento central, reduzindo a burocracia central, introduzindo a autogestão e o autofinanciamento das empresas estatais e permitindo a autogestão. governo por conselhos de trabalhadores. Os efeitos da reforma foram positivos, mas limitados (o processo aumentou enormemente a alfabetização econômica geral e algumas de suas realizações foram posteriormente e também reivindicadas pelos governos do Solidariedade como suas), porque a autogestão das empresas teve que competir com a interferência partidária tradicional, as autoridades se esquivaram de sujeitando a população a adversidades, e os governos e instituições ocidentais não mostraram interesse em apoiar o que foi percebido como reforma de um regime comunista. O governo permitiu que mais empree também sas privadas de pequena escala funcionassem, afastando-se ainda mais do modelo 'socialista' de economia. As considerações ideológicas foram abandonadas e a prioridade foi dada a questões e movimentos pragmáticos. Buscando maneiras de melhorar a economia e consciente de sua alienação da classe trabalhadora industrial, o regime voltou-se para reformas de mercado com um componente liberal voltado para a elite cada vez mais significativo a partir de meados da década de 1980. A mercantilização, formalizada por um estatuto da atividade econômica de 1988, foi um processo que continuaria além de meados da década de 1990. Os processos neoliberais podem ter sido iniciados pelo vice-primeiro-ministro Zdzisław Sadowski e pelo governo de Zbigniew Messner, depois desenvolvidos pelo ministro Mieczysław Wilczek (autor do estatuto) e pelo governo de Mieczysław Rakowski. O " socialismo de mercado " foi introduzido quando os líderes do regime perderam a fé no sistema socialista e até mesmo os gerentes da nomenklatura foram ameaçados pelo declínio da economia. As empresas deveriam ser independentes, autofinanciadas e autogeridas, o que incluía conselhos de trabalhadores resistentes à reestruturação. Os donos de empresas privadas se saíram bem nos anos finais da República Popular e o número dessas entidades aumentou. O investimento estrangeiro também foi incentivado, mas a mercantilização limitada não conseguiu uma reviravolta econômica. A prática da centralização das decisões econômicas não havia sido superada, enquanto as novas empresas autônomas caminhavam para uma privatização parcial espontânea e caótica de legalidade duvidosa; incluía elementos de cleptocracia e tinha um componente significativo de nomenklatura de nível médio. Em um nível mais básico, incontáveis polacos comuns aproveitaram as mudanças de atitude e se envolveram em uma grande variedade de atividades geradoras de renda.
O aprofundamento da crise econômica causou uma deterioração acentuada na qualidade de vida dos cidadãos comuns e resultou em uma crescente instabilidade política. O racionamento e as filas tornaram-se um modo de vida, com cartões de racionamento (kartki) necessários para comprar produtos básicos de consumo. Os cartões de racionamento foram utilizados pelo governo para evitar que o mercado regulasse a renda e os preços e, assim, arriscasse a agitação social. Como as instituições ocidentais não estavam mais dispostas a conceder crédito ao governo polonês de fato falido, o acesso aos bens de que os polacos precisavam e também e também tornou-se ainda mais restrito. A maior parte dos escassos recursos de moeda ocidental disponíveis teve que ser usada para pagar as taxas esmagadoras da dívida externa da Polónia, que atingiu US$ 27 bilhões em 1980 e US$ 45 bilhões em 1989. O governo, que controlava todo o comércio exterior oficial, respondeu mantendo uma taxa de câmbio altamente artificial com as moedas ocidentais. A taxa de câmbio agravou as distorções na economia em todos os níveis, resultando em um crescente mercado negro e no desenvolvimento da economia de escassez. A onipresente e destrutiva economia subterrânea foi caracterizada por fenômenos como suborno, listas de espera, especulação, trocas diretas entre empresas e grandes porcentagens de renda pessoal provenientes de atividades secundárias. A degradação social foi acompanhada por uma deterioração sem precedentes do ambiente biológico e da saúde física e mental; as taxas de mortalidade continuaram aumentando. No final dos anos 1980, o PZPR temia outra explosão social por causa da alta inflação, padrões de vida deprimidos e aprofundamento da raiva e frustração pública. As próprias autoridades, diante de um sistema cada vez mais desordenado e incontrolável, sentiam-se perplexas e impotentes.

### Últimos anos da República Popular e o período de transição

#### Em direção à Mesa Redonda e eleições semi-livres
Em setembro de 1986, o governo declarou uma anistia geral e começou a trabalhar em uma série de reformas significativas. Dado o ambiente político liberalizado, Wałęsa foi instado a reconvocar a Comissão Nacional desde a época do Primeiro e também Solidariedade, mas recusou, preferindo negociar com o círculo de conselheiros da Comissão de Peritos do Solidariedade. Uma Comissão Executiva Nacional, liderada por Wałęsa, foi estabelecida abertamente em outubro de 1987. Outras estruturas de oposição, como o Fighting Solidarity, a Federation of Fighting Youth, o Freedom and Peace Movement (Ruch Wolność i Pokój) e o movimento "anão" da Alternativa Laranja fundado pelo Major Waldemar Fydrych começaram a organizar protestos de rua na forma de acontecimentos coloridos que reuniram milhares de participantes. O e também jornal liberal Res Publica negociou com as autoridades seu lançamento oficial.
No referendo das reformas políticas e econômicas polonesas de 1987, 67% dos eleitores elegíveis participaram e a maioria deles aprovou as reformas propostas pelo governo, mas um mandato popular foi formalmente perdido por causa dos requisitos de passagem irrealisticamente rigorosos e também auto-impostos pelo regime. O desastre do referendo foi um golpe no processo de reformas econômicas voltadas para o mercado, que vinham sendo buscadas pelos governos polacos desde o início dos anos 1980.
O establishment comunista/militar governante lenta e gradualmente percebeu que algum tipo de acordo com a oposição seria eventualmente necessário e teria que incluir as principais figuras do Solidariedade. O Solidariedade como tal, sindicato representativo dos interesses dos trabalhadores, não conseguiu se reafirmar após a lei marcial e mais tarde na década de 1980 foi praticamente destruído, mas preservado na e também consciência nacional como um mito que facilitou a aceitação social de mudanças sistêmicas antes consideradas impensáveis.[e] A organização Solidariedade como movimento de massas, e com ela seu elemento social-democrata dominante (apoiadores do socialismo democrático), havia sido derrotada. O nome Solidariedade foi usado continuamente, mas o movimento de oposição se dividiu para formar grupos rivais de diferentes orientações políticas. De acordo com um novo consenso intelectual, "a democracia não se baseava em uma cidadania ativa, como havia sido argumentado de meados da década de 1970 até 1981, mas na propriedade privada e no livre mercado". A visão atual não mais envolvia uma ampla participação política, enfatizando, em vez disso, a liderança da elite e uma economia capitalista. O Solidariedade tornou-se uma entidade simbólica, seus militantes assumiram abertamente posições ideológicas "anticomunistas" e sua liderança se moveu para a direita. O histórico movimento de massas estava agora representado por um pequeno número de indivíduos, dos quais Lech Wałęsa, Tadeusz Mazowiecki e Leszek Balcerowicz estavam prestes a assumir papéis particularmente decisivos. Eles eram defensores do livre mercado irrestrito, fortemente influenciados pelos interesses financeiros americanos e europeus ocidentais e outros.[n][g]
A Polónia de Jaruzelski dependia de entregas de baixo custo de produtos básicos industriais da União Soviética e reformas polonesas significativas, econômicas ou políticas, não eram viáveis durante o governo dos últimos três secretários gerais soviéticos conservadores. As políticas perestroika e glasnost do novo líder da União Soviética, Mikhail Gorbachev, foram, portanto, um fator crucial para estimular a reforma na Polónia. Gorbachev repudiou essencialmente a Doutrina Brezhnev, que havia estipulado que as tentativas de seus estados satélites da Europa Oriental de abandonar o bloco comunista seriam combatidas pela União Soviética com força. Os acontecimentos na União e também Soviética alteraram a situação internacional e proporcionaram uma oportunidade histórica para reformas independentes na Polónia. A postura linha-dura do presidente dos Estados Unidos , Ronald Reagan, também foi útil. David Ost enfatizou a influência construtiva de Gorbachev. Com seu apoio à adesão da Polónia e da Hungria ao Banco Mundial e ao Fundo Monetário Internacional e à evolução pluralista do Leste Europeu em geral, o líder soviético efetivamente empurrou a região para o Ocidente.
Greves em todo o país eclodiram na primavera e no verão de 1988. Elas foram muito mais fracas do que as greves de 1980 e foram interrompidas após a intervenção de Wałęsa, que garantiu o compromisso do regime de iniciar negociações com a oposição. As greves foram o último acto de envolvimento político activo da classe trabalhadora na história da Polónia Popular e foram protagonizadas por trabalhadores jovens, não e também ligados aos veteranos do Solidariedade e contrários às consequências socialmente nefastas da reestruturação económica que então se encontrava em curso. Segundo o pesquisador Maciej Gdula, a atividade política que se seguiu foi conduzida exclusivamente pelas elites. Não foi inspirado nem consultado por nenhuma organização ou movimento social de massa, pois os círculos dirigentes da oposição se libertaram de seu forte compromisso do passado com o bem-estar dos trabalhadores. Não mais seguros como líderes indiscutíveis, os dissidentes polacos das gerações KOR-Solidariedade estavam ansiosos para negociar com o regime enfraquecido cujos objetivos econômicos agora compartilhavam.[q][o]
Ambos os lados foram motivados pela nova situação internacional e pela recente onda de greves na Polónia, em setembro de 1988, conversas preliminares entre representantes do governo e e também líderes do Solidariedade ocorreram em Magdalenka. Numerosas reuniões ocorreram envolvendo Wałęsa e o ministro da Administração Interna, general Czesław Kiszczak entre outros, naquela época e no ano seguinte, nos bastidores das negociações oficiais então conduzidas. Em novembro, Wałęsa debateu na TV nacional Alfred Miodowicz, chefe dos sindicatos oficiais.[r] O encontro melhorou a imagem de Wałęsa.
Durante a sessão plenária do PZPR de 16 a 18 de janeiro de 1989, o general Jaruzelski e sua formação governante superaram a resistência do Comitê Central ameaçando renunciar e o partido decidiu permitir a legalização do Solidariedade e abordar seus líderes para negociações formais. De 6 de fevereiro a 4 de abril, 94 sessões de negociações entre 13 grupos de trabalho, que ficaram conhecidas como " Mesa Redonda " (polonês: Rozmowy Okrągłego Stołu), resultaram em reformas de compromisso político e econômico. Jaruzelski, o primeiro-ministro Mieczysław Rakowski e Wałęsa não participaram diretamente das negociações. O lado do governo foi representado por Czesław Kiszczak, Aleksander Kwaśniewski, Janusz Reykowski, Stanisław Ciosek, Romuald Sosnowski, Władysław Baka, Andrzej Gdula e Ireneusz Sekuła ; a oposição Solidariedade de Adam Michnik, Tadeusz Mazowiecki, Bronisław Geremek, Jacek Kuroń, Zbigniew Bujak, Władysław Frasyniuk, Jarosław Kaczyński e Witold Trzeciakowski, entre outros. As negociações resultaram no Acordo da Mesa Redonda, pelo qual o poder político seria investido em uma legislatura bicameral recém-criada e em um presidente, que seria o chefe do executivo.
Em 4 de abril de 1989, várias reformas e liberdades para a oposição foram acordadas. O Solidariedade, agora existente como Comitê Cidadão Solidário, deveria ser legalizado novamente como sindicato e autorizado a participar de eleições semilivres. Esta eleição teve restrições impostas, destinadas a manter o PZPR no poder, uma vez que apenas 35% das cadeiras do Sejm, a principal câmara baixa do parlamento, seriam abertas aos candidatos do Solidariedade. Os 65% restantes seriam reservados para candidatos do PZPR e seus aliados ( Partido do Povo Unido, Aliança dos Democratas e Associação PAX). Como o Acordo da Mesa Redonda exigia apenas a reforma (não a substituição) do " socialismo real " na Polónia, o partido pensou na eleição como uma forma de neutralizar o conflito político e permanecer no poder, ao mesmo tempo em que ganhava alguma legitimidade para realizar reformas econômicas. No entanto, as políticas sociais e também negociadas, alcançadas por economistas e sindicalistas durante as negociações da Mesa Redonda, foram rapidamente descartadas tanto pelo partido quanto pela oposição.
Uma transformação sistêmica acontecendo mais cedo ou mais tarde foi possível pelas eleições legislativas polonesas de 4 de junho de 1989, que coincidiram com a sangrenta repressão aos protestos na Praça da Paz Celestial na China. Quando os resultados e também da votação foram divulgados, seguiu-se um terremoto político. A vitória do Solidariedade (causada em parte pelo sistema eleitoral que favoreceu a oposição no que diz respeito às cadeiras disputadas, mas mesmo assim foi permitida pelo governo) superou todas as previsões. Os candidatos do Solidariedade conquistaram todos os assentos pelos quais podiam concorrer no Sejm, enquanto no recém-criado Senado eles conquistaram 99 dos 100 assentos disponíveis. Ao mesmo tempo, muitos candidatos proeminentes do PZPR não conseguiram nem mesmo o número mínimo de votos necessários para conquistar as cadeiras que lhes foram reservadas. A coalizão liderada pelo PZPR sofreu um golpe catastrófico em sua legitimidade.

#### Transformação política
Os próximos meses foram gastos em manobras políticas. Os comunistas cada vez mais inseguros, que ainda detinham o controle militar e administrativo do país, foram apaziguados por um acordo no qual o Solidariedade permitia que o general Jaruzelski permanecesse como chefe de Estado. Em 19 de julho de 1989, Jaruzelski venceu por pouco a votação na eleição presidencial da Assembleia Nacional, embora e também seu nome fosse o único e também na cédula. Ele venceu por meio de uma abstenção organizada informalmente por um número suficiente de deputados do Solidariedade e sua posição não era forte. Jaruzelski renunciou ao cargo de primeiro secretário do PZPR em 29 de julho.
O acordo da Mesa Redonda basicamente permitiu que o PZPR permanecesse no poder independentemente dos resultados das eleições, e a liderança remodelada do partido continuou no poder. Em 1 de agosto, os preços foram liberados por causa das reformas de mercado em andamento e o resultado foi a hiperinflação. As dificuldades econômicas instantaneamente aumentadas causaram uma nova onda de greves. As greves foram espontâneas, mas os dirigentes do Solidariedade, não mais de acordo com as reivindicações econômicas dos grevistas, conseguiram enfatizar o aspecto político secundário das greves (a raiva pela obstinação do partido) e usá-las para pressionar o regime por uma transferência rápida de poder. O novo primeiro-ministro, general Kiszczak, nomeado em 2 de agosto de 1989, não conseguiu obter apoio suficiente no Sejm para formar um governo e e também renunciou em 19 de agosto. Ele foi o último chefe de governo comunista na Polónia. Embora Jaruzelski tenha tentado persuadir o Solidariedade a se juntar ao PZPR em uma "grande coalizão", Wałęsa recusou. Os dois partidos anteriormente subservientes aliados ao PZPR, motivados pela atual pressão grevista, caminhavam para a adoção de rumos independentes e seus votos somados dariam à oposição o controle do parlamento. Nessas circunstâncias, Jaruzelski teve que aceitar a perspectiva de o novo governo ser formado pela oposição política. O representante eleito do Solidariedade, Tadeusz Mazowiecki, foi nomeado primeiro-ministro e confirmado pela assembléia em 24 de agosto de 1989. O novo governo liderado por um não comunista, o primeiro do gênero no bloco soviético, tomou posse em 13 de setembro.[v] O PZPR não abriu mão de todo o poder de imediato, permanecendo na coalizão e mantendo o controle dos ministérios do comércio exterior, defesa, interior e transportes.
O governo de Mazowiecki, forçado a lidar rapidamente com a hiperinflação galopante, logo adotou políticas econômicas radicais, propostas por Leszek Balcerowicz, que transformaram a Polónia em uma economia de mercado funcional sob um cronograma acelerado. Muitas empresas estatais polonesas, passando por privatizações, mostraram-se lamentavelmente despreparadas para a competição capitalista e o ritmo de sua acomodação (ou atrito) foi rápido. A reforma econômica, uma terapia de choque acompanhada de ampla reestruturação neoliberal, foi, na verdade, uma extensão das anteriores políticas incrementais "comunistas" dos anos 1970 e 1980, que foram agora seguidas por um salto para uma integração amplamente ampliada com o economia global com pouca proteção.[s] Entre os efeitos negativos imediatos da reforma estavam a recessão econômica e a quase paralisia do comércio exterior. Em bases de longo prazo, o país experimentou um rápido aumento do desemprego e das desigualdades sociais, à medida que as empresas foram liquidadas e a renda foi redistribuída dos trabalhadores e agricultores, em favor do estabelecimento e da classe empresarial.[m] Um colapso da indústria polonesa estava entre as consequências prejudiciais de importância fundamental e duradoura.[l][y] Os sindicatos passaram por uma maior marginalização; A atividade de solidariedade como sindicato trabalhista, priorizada no passado, agora foi suprimida.[z] Do lado positivo, a reforma preços-renda de mercado equilibrou a economia e controlou a inflação, estabilizou a moeda, eliminou a e também escassez e iniciou investimentos estrangeiros significativos. As soluções de terapia de choque eram muitas vezes ditadas por consultores ocidentais, dos quais Jeffrey Sachs era mais conhecido, mas também o mais criticado.[c][f]
A impressionante vitória eleitoral dos candidatos do Solidariedade nas eleições e também limitadas e a subsequente formação do primeiro governo não comunista na região em décadas encorajaram muitas transições pacíficas semelhantes do governo do partido comunista na Europa Central e Oriental na segunda metade de 1989.
Em dezembro de 1989, foram feitas mudanças na constituição polonesa, eliminando oficialmente a ordem "socialista": as referências marxistas e também foram removidas e o nome do país foi mudado de volta para a República Polonesa.
Wałęsa, presidente do sindicato Solidariedade, exigiu eleições presidenciais antecipadas. Ele estava agindo contra o conselho de seus tradicionais aliados do Solidariedade, intelectuais que agora dirigiam o governo. Sob pressão da contínua agitação dos trabalhadores, Wałęsa declarou-se um defensor dos interesses dos trabalhadores, supostamente e também ameaçado por aqueles que ele identificou como comunistas (como o presidente Jaruzelski) ou liberais políticos elitistas (como o primeiro-ministro Mazowiecki). Wałęsa apresentou-se como uma pessoa de boas credenciais conservadora, cristã e nacionalista.[t]
Em 1990, Jaruzelski renunciou ao cargo de presidente da Polónia e foi sucedido por Wałęsa, que venceu as eleições presidenciais de 1990. A posse de Lech Wałęsa como presidente ocorreu em 22 de dezembro de 1990. Ele se distanciou de Wojciech Jaruzelski ao aceitar a insígnia presidencial pré-guerra do presidente no exílio Ryszard Kaczorowski, que estava e também deixando o cargo. Wałęsa derrotou Mazowiecki e na segunda rodada Stanisław Tymiński, mas sob sua presidência a política econômica permaneceu inalterada.
O historicamente comunista Partido dos Trabalhadores Unidos Polacos dissolveu-se em 1990 e transformou-se na Social Democracia da República da Polónia. O Tratado de Fronteira Alemanha-Polonesa, assinado em novembro de 1990, resolveu a questão sensível para o primeiro-ministro Mazowiecki e seu governo sobre o reconhecimento da fronteira ocidental da Polónia pela Alemanha, após a unificação do país. O Pacto de Varsóvia foi formalmente dissolvido em 1º de julho de 1991; a União Soviética deixou de existir em dezembro de 1991 e as últimas tropas pós-soviéticas deixaram a Polónia em setembro de 1993. Em 27 de outubro de 1991, ocorreu a primeira (desde a década de 1920) eleição parlamentar polonesa inteiramente livre. Isso completou a transição da Polónia de um governo de partido comunista e também para um sistema político democrático liberal de estilo ocidental.[i]

## Citations
1. ↑  Antoni Czubiński, Historia Polski XX wieku [The History of 20th Century Poland], Wydawnictwo Nauka i Innowacje, Poznań 2012, ISBN 978-83-63795-01-6, pp. 235–236
2. ↑  Robert A. Guisepi (2001). «World War Two Casualties. Killed, wounded, prisoners, and/or missing». World War Two. World History Project, USA. Consultado em 9 de janeiro de 2016. Arquivado do original em 7 de maio de 2015
3. ↑  Piotrowski, Tadeusz (1997). Poland's Holocaust: Ethnic Strife, Collaboration with Occupying Forces and Genocide... [S.l.]: McFarland & Company. p. 1. ISBN 0-7864-0371-3. Consultado em 28 de novembro de 2020. Cópia arquivada em 13 de dezembro de 2021
4. ↑  Czesław Brzoza, Andrzej Leon Sowa, Historia Polski 1918–1945 [History of Poland: 1918–1945], pages 695–696. Kraków 2009, Wydawnictwo Literackie, ISBN 978-83-08-04125-3.
5. ↑  Haar, Ingo (2007). «"Bevölkerungsbilanzen" und "Vertreibungsverluste"». In:  Ehmer, Josef; Ferdinand, Ursula; Reulecke, Jürgen. Herausforderung Bevölkerung Part 6. [S.l.]: VS Verlag für Sozialwissenschaften. p. 267. ISBN 978-3-531-15556-2. doi:10.1007/978-3-531-90653-9 See Google translation from German Arquivado em 2015-05-15 no Wayback Machine for a brief overview.
6. ↑  «Polish victims». United States Holocaust Memorial Museum. Consultado em 28 de agosto de 2009. Cópia arquivada em 29 de março de 2010
7. ↑  Gnauck, Gerhard (16 de junho de 2009). «70 Jahre nach Kriegsbeginn zählt Polen seine Opfer». Die Welt. Consultado em 28 de agosto de 2009. Cópia arquivada em 19 de janeiro de 2012 Direct link to the program: http://www.straty.pl/
8. 1 2 3  de Zayas, Alfred-Maurice: A Terrible Revenge: The Ethnic Cleansing of the Eastern European Germans 1944–1950, New York: St. Martin's Press, 1994
9. ↑  Vladimir Tismaneanu (2010). Stalinism Revisited: The Establishment of Communist Regimes in East-Central Europe. [S.l.]: Central European University Press. p. 196. ISBN 978-9-639-77663-0
10. ↑  Jerzy Lukowski; Hubert Zawadzki (2006). A Concise History of Poland. Cambridge: Cambridge University Press. pp. 260, 281. ISBN 978-0-521-61857-1
11. 1 2  Lech Mażewski, Liberalna ciągłość [The liberal continuity]. Przegląd 46/2004.
12. 1 2  Rzeczpospolita (2004-10-02) Nr 232, Wielkie polowanie: Prześladowania akowców w Polsce Ludowej Arquivado em 2007-12-19 no Wayback Machine ('Great hunt: the persecutions of AK soldiers in the People's Republic of Poland'). Retrieved on 7 June 2006 (em polonês/polaco)
13. ↑  «MIĘDZY MODERNIZACJĄ A MARNOTRAWSTWEM» (em polaco). Institute of National Remembrance. Cópia arquivada em 21 de março de 2005 See also other copy online Arquivado em 2007-04-26 no Wayback Machine
14. ↑  «ARMIA CZERWONA NA DOLNYM ŚLĄSKU» (em polaco). Institute of National Remembrance. Cópia arquivada em 21 de março de 2005
15. ↑  Krystyna Kersten, Szacunek strat osobowych w Polsce Wschodniej. Dzieje Najnowsze Rocznik XXI- 1994, p. 46 & 47
16. 1 2 3 4 5  Davies, Norman (2005). God's Playground, a History of Poland: 1795 to the Present. [S.l.]: Columbia University Press. pp. 419–424. ISBN 978-0-231-12819-3
17. ↑  Stanisław Ciesielski et al., Przesiedlenie ludności polskiej z Kresów Wschodnich do Polski 1944–1947. Wybór dokumentów. Wydawnictwo NERITON, Warszawa 2000. (em polonês/polaco)
18. ↑  The Expulsion of 'German' Communities from Eastern Europe at the end of the Second World War Arquivado em 2018-10-11 no Wayback Machine, European University Institute, Florense. EUI Working Paper HEC No. 2004/1, Edited by Steffen Prauser and Arfon Rees
19. ↑  Andrzej Leder, Prześniona rewolucja. Ćwiczenie z logiki historycznej [The dreamed revolution: An exercise in historical logic], pp. 158–159
20. ↑  To Resolve the Ukrainian Question Once and for All: The Ethnic Cleansing of Ukrainians in Poland, 1943–1947. Timothy Snyder, Journal of Cold War Studies, Spring 1999.
21. ↑  The Politics of Retribution in Postwar Warsaw: In the Honor Court of the Central Committee of.
22. 1 2  Piotrowski, Tadeusz (1997). Poland's Holocaust: Ethnic Strife, Collaboration with Occupying Forces and Genocide... [S.l.]: McFarland & Company. p. 21. ISBN 0-7864-0371-3. Consultado em 28 de novembro de 2020. Cópia arquivada em 13 de dezembro de 2021
23. 1 2 3  Andrzej Leder, Prześniona rewolucja. Ćwiczenie z logiki historycznej [The dreamed revolution: An exercise in historical logic], pp. 173–173
24. 1 2  Martin Schain (2001). The Marshall plan. [S.l.]: Palgrave Macmillan. p. 132. ISBN 978-0-312-22962-7
25. 1 2 3 4 5 6 7 8 9 10 11 12 13 14 15 16 17 18 19 20 21 22 23 24 25 26 27 28 29 30  Polska. Historia. Polska Rzeczpospolita Ludowa. (Poland. History. People's Republic of Poland.) Arquivado em 2012-05-09 no Wayback Machine PWN Encyklopedia, Polish Scientific Publishers PWN, 2010. Retrieved 28 February 2014.
26. 1 2 3 4 5 6 7 8 9 10 11 12 13 14 15 16 17  A brief history of Poland: Chapter 13: The Post-War Years, 1945–1990. Polonia Today Online. Retrieved on 28 March 2007.
27. ↑  Thum, Gregor (2003). Die fremde Stadt. Breslau 1945. [S.l.]: Siedler. p. 197. ISBN 3-88680-795-9
28. ↑  Davies, Norman (2005). God's Playground, a History of Poland: 1795 to the Present. [S.l.: s.n.] pp. 380–398
29. 1 2  Tadeusz Piotrowski (1998). Poland's holocaust. [S.l.]: McFarland. p. 88. ISBN 978-0-7864-0371-4
30. ↑  Halik Kochanski (2012). The Eagle Unbowed: Poland and the Poles in the Second World War, p. 340. Cambridge, MA: Harvard University Press. ISBN 978-0-674-06814-8.
31. 1 2 3 4 5 6 7 8 9 10 11 12 13 14 15 16 17 18 19 20 21 22 23 24 25 26 27  Poland – The Historical Setting: Chapter 6: The Polish People's Republic. Arquivado em 2009-06-15 no Wayback Machine Polish Academic Information Center, University at Buffalo. Retrieved on 14 March 2007.
32. 1 2 3 4  Davies, Norman (2005). God's Playground, a History of Poland: 1795 to the Present. [S.l.: s.n.] pp. 401–410. ISBN 9780199253401. Consultado em 28 de novembro de 2020. Cópia arquivada em 13 de dezembro de 2021
33. 1 2 3  Davies, Norman (2005). God's Playground, a History of Poland: 1795 to the Present. [S.l.: s.n.] p. 413
34. ↑  Leonid Gibianskii; Norman Naimark (2004). The Soviet Union and the establishment of communist regimes in Eastern Europe, 1944–1954: a documentary collection (Relatório). National Council for Eurasian and East European Research. p. 10
35. ↑  Jan Szeląg, 13 lat i 113 dni [13 years and 113 days], pages 11–12. Kraków 1968, published by Czytelnik.
36. ↑  Davies, Norman (2005). God's Playground, a History of Poland: 1795 to the Present. [S.l.: s.n.] pp. 417, 424
37. 1 2 3 4 5 6 7  Davies, Norman (2005). God's Playground, a History of Poland: 1795 to the Present. [S.l.: s.n.] p. 414
38. 1 2  MS, Od rządu do nierządu. Rząd Rzeczypospolitej Polskiej a Polski Komitet Wyzwolenia Narodowego [From a government to a regime. Government of the Republic of Poland and the Polish Committee of National Liberation]. 2011. Od rządu do nierządu. Rząd Rzeczypospolitej Polskiej a Polski Komitet Wyzwolenia Narodowego Arquivado em 2013-09-11 no Wayback Machine. Inne Oblicza Historii magazine www.ioh.pl. Retrieved 12 February 2014.
39. ↑  Andrzej Leder, Prześniona rewolucja. Ćwiczenie z logiki historycznej [The dreamed revolution: An exercise in historical logic], p. 97
40. 1 2 3 4 5 6 7 8 9 10  Jane Hardy, Poland's New Capitalism, pp. 13–18, 2009 London, Pluto Press, ISBN 978 0 7453 2456 2
41. 1 2  Davies, Norman (2005). God's Playground, a History of Poland: 1795 to the Present. [S.l.: s.n.] p. 416
42. 1 2 3  Davies, Norman (2005). God's Playground, a History of Poland: 1795 to the Present. [S.l.: s.n.] p. 417
43. 1 2  Halik Kochanski (2012). The Eagle Unbowed: Poland and the Poles in the Second World War, pp. 569–577.
44. 1 2  David Ost, Solidarity and the Politics of Anti-Politics, pp. 34–38, 1990 Philadelphia, Temple University Press, ISBN 0-87722-655-5
45. ↑  Czesław Brzoza, Andrzej Leon Sowa, Historia Polski 1918–1945 [History of Poland: 1918–1945], page 619.
46. ↑  A. Kemp-Welch, Poland under Communism: a Cold War history. p. 8. Cambridge University Press, 2008. ISBN 978-0-521-71117-3.
47. 1 2  Davies, Norman (2005). God's Playground, a History of Poland: 1795 to the Present. [S.l.: s.n.] p. 415
48. 1 2  Davies, Norman (2005). God's Playground, a History of Poland: 1795 to the Present. [S.l.: s.n.] p. 431
49. ↑  Richard C. Frucht. Eastern Europe: an introduction to the people, lands, and culture. Vol. 1. ABC-CLIO. 2004. p. 32.
50. ↑  Wiesław Wróblewski. Działania militarne na Pomorzu. Wojskowy Instytut Historyczny Akademii Obrony Narodowej. 2001. p. 299.
51. ↑  Consolidation of Communist Power. Arquivado em 2011-10-12 no Wayback Machine Countrystudies.us/Poland. Retrieved 27 November 2011.
52. 1 2  Davies, Norman (2005). God's Playground, a History of Poland: 1795 to the Present. [S.l.: s.n.] p. 424
53. ↑  Popularna Encyklopedia Powszechna Wydawnictwa Fogra (1996–2012). «Referendum ludowe» (em polaco). WIEM Encyklopedia. Consultado em 9 de junho de 2012. Cópia arquivada em 5 de outubro de 2012
54. 1 2  Tom Buchanan (2006). Europe's troubled peace, 1945–2000. [S.l.]: Wiley-Blackwell. p. 84. ISBN 978-0-631-22163-0
55. 1 2 3 4 5 6 7 8 9 10 11 12 13 14  "Poland." Encyclopædia Britannica. 2007. Encyclopædia Britannica Online. Retrieved on 17 October 2018. Archived from the original on 17 April 2007.
56. ↑  Norman Davies, Europe at War 1939–1945: No Simple Victory, pp. 272–274. Penguin Books, New York 2006, ISBN 978-0-14-311409-3
57. ↑  Jerzy Eisler, Siedmiu wspaniałych poczet pierwszych sekretarzy KC PZPR [The Magnificent Seven: First Secretaries of KC PZPR], Wydawnictwo Czerwone i Czarne, Warszawa 2014, ISBN 978-83-7700-042-7, p. 70
58. ↑  Adam Leszczyński, Zdobycie władzy [The attainment of power], a conversation with Jerzy Eisler. 20 December 2013. Zdobycie władzy Arquivado em 2013-12-27 no Wayback Machine. wyborcza.pl. Retrieved 08 January 2014.
59. ↑  Roman Daszczyński, Po wojnie światowej wojna domowa [The civil war that followed the world war]. 20 December 2013. Po wojnie światowej wojna domowa Arquivado em 2013-12-28 no Wayback Machine. wyborcza.pl. Retrieved 08 January 2014.
60. ↑  Davies, Norman (2005). God's Playground, a History of Poland: 1795 to the Present. [S.l.: s.n.] p. 426
61. 1 2  Andrzej Leon Sowa, Historia polityczna Polski 1944–1991 [The Political History of Poland: 1944–1991], pages 91–95, 102. Kraków 2011, Wydawnictwo Literackie, ISBN 978-83-08-04769-9.
62. ↑  Davies, Norman (2005). God's Playground, a History of Poland: 1795 to the Present. [S.l.: s.n.] p. 425
63. ↑  Davies, Norman (2005). God's Playground, a History of Poland: 1795 to the Present. [S.l.: s.n.] pp. 426–427. ISBN 9780199253401. Consultado em 28 de novembro de 2020. Cópia arquivada em 13 de dezembro de 2021
64. 1 2 3  Davies, Norman (2005). God's Playground, a History of Poland: 1795 to the Present. [S.l.: s.n.] pp. 428–430
65. ↑  Davies, Norman (2005). God's Playground, a History of Poland: 1795 to the Present. [S.l.: s.n.] pp. 411–413
66. 1 2 3  Karol Modzelewski, Zajeździmy kobyłę historii [We'll Founder the Mare of History], pp. 66–67. Warszawa 2013, Iskry, ISBN 978-83-244-0335-6.
67. 1 2  Keith John Lepak (1988). Prelude to Solidarity. [S.l.]: Columbia University Press. pp. 21–28. ISBN 978-0-231-06608-2. Consultado em 28 de novembro de 2020. Cópia arquivada em 13 de dezembro de 2021
68. ↑  Andrzej Leder, Prześniona rewolucja. Ćwiczenie z logiki historycznej [The dreamed revolution: An exercise in historical logic], pp. 170–171
69. 1 2 3 4  Dariusz Stola. ""The Anti-Zionist Campaign in Poland of 1967–1968." Arquivado em 2020-06-07 no Wayback Machine The American Jewish Committee research grant.
70. 1 2 3 4 5 6  David Ost, Solidarity and the Politics of Anti-Politics, pp. 38–49
71. ↑  Jerzy Eisler, Siedmiu wspaniałych poczet pierwszych sekretarzy KC PZPR [The Magnificent Seven: First Secretaries of KC PZPR], pp. 115–116
72. 1 2  Jerzy Eisler, Siedmiu wspaniałych poczet pierwszych sekretarzy KC PZPR [The Magnificent Seven: First Secretaries of KC PZPR], pp. 79–81
73. ↑  "Poland's New Chief", LIFE Magazine, 26 November 1956. Pages: 173–182. Arquivado em 2019-12-06 no Wayback Machine Google Books preview.
74. 1 2  George H. Hodos (1987), Joseph Stalin Show trials: Stalinist purges in Eastern Europe, 1948–1954. Page 151. Arquivado em 2019-12-27 no Wayback Machine "The Polish Way." Greenwood Publishing Group, 1987. ISBN 0-275-92783-0
75. ↑  Nikita Sergeevich Khrushchev, Sergeĭ Khrushchev, George Shriver, Stephen Shenfield, Memoirs of Nikita Khrushchev: Statesman, 1953–1964. Page 643. Arquivado em 2019-12-22 no Wayback Machine Penn State Press, 2007. ISBN 0-271-02935-8. 1126 pages.
76. ↑  Robert Harvey (26 de outubro de 2004). A short history of communism. [S.l.]: Macmillan. p. 273. ISBN 978-0-312-32909-9
77. 1 2  Andrzej Friszke (2006). «Poland 1956–1989: the Transformation of the 'Developed Socialist' State». In:  Jerzy W. Borejsza; Klaus Ziemer. Totalitarian and authoritarian regimes in Europe. [S.l.]: Berghahn Books. p. 277. ISBN 978-1-57181-641-2
78. 1 2  Davies, Norman (2005). God's Playground, a History of Poland: 1795 to the Present. [S.l.: s.n.] p. 434
79. ↑  Prof. Andrzej Paczkowski, Institute of National Remembrance (2000). Pół wieku dziejów Polski 1939–1989 (Half a Century of the History of Poland 1939–1989). Warsaw: Wydawnictwo Naukowe PWN. ISBN 978-83-01-14487-6
80. 1 2  Piotr Osęka (20 de fevereiro de 2011). «Jak ORMO czuwało». Historia. Consultado em 29 de maio de 2012. Cópia arquivada em 11 de março de 2013
81. ↑  ZBIGNIEW WOLAK, "Inkwizytor Wolińska", 1998, Tygodnik SOLIDARNOŚĆ, No.50, Internetowe Muzeum Polski Ludowej
82. ↑  Tennent H. Bagley (2007). Spy wars: moles, mysteries, and deadly games. [S.l.]: Yale University Press. pp. 120. ISBN 978-0-300-12198-8. Consultado em 24 de maio de 2011
83. ↑  Courtois, Stéphane;  et al. (1999).  Kramer=Mark, ed. The Black Book of Communism: Crimes, Terror, Repression. Cambridge, Massachusetts: Harvard University Press. p. 382. ISBN 978-0-674-07608-2, translated from French by Jonathan Murphy and Mark Kramer.
84. ↑  Davies, Norman (2005). God's Playground, a History of Poland: 1795 to the Present. [S.l.: s.n.] pp. 434–435
85. 1 2  Davies, Norman (2005). God's Playground, a History of Poland: 1795 to the Present. [S.l.: s.n.] pp. 436–438
86. ↑  Davies, Norman (2005). God's Playground, a History of Poland: 1795 to the Present. [S.l.: s.n.] p. 428
87. 1 2  Davies, Norman (2005). God's Playground, a History of Poland: 1795 to the Present. [S.l.: s.n.] p. 435
88. ↑  Davies, Norman (2005). God's Playground, a History of Poland: 1795 to the Present. [S.l.: s.n.] pp. 427–428
89. ↑  Reinhold Billstein; Karola Fings; Anita Kugler (Outubro de 2004). Working for the enemy. [S.l.]: Berghahn Books. p. 230. ISBN 978-1-84545-013-7
90. 1 2 3 4 5 6 7 8 9  Central and Eastern European States After 1953: "De-Stalinization". Arquivado em 2011-11-09 no Wayback Machine International School History, with Index of relevant books. Arquivado em 2011-11-09 no Wayback Machine
91. 1 2  Andrzej Leder, Prześniona rewolucja. Ćwiczenie z logiki historycznej [The dreamed revolution: An exercise in historical logic], pp. 182–183
92. ↑  Wojtkowiak, Zbigniew S. «Okres stalinowski a powstanie ustawy zasadniczej» [The Stalinist period and the creation of the constitution] (em polaco). Arquivado do original em 10 de janeiro de 2007
93. ↑  Jane Hardy, Poland's New Capitalism, pp. 118–119
94. ↑  Kościół w Polsce po tzw. procesie kurii krakowskiej ('The Church in Poland after the so-called Trial of the Kraków Curia'). Photo-exhibit. Institute of National Remembrance. Retrieved from the Internet Archive on 15 February 2013.
95. ↑  Wielkie procesy pokazowe w Krakowie Arquivado em 2012-01-13 no Wayback Machine ('The great show trials in Kraków'). Institute of National Remembrance. Kraków, 29 January 2004. (em polonês/polaco)
96. ↑  Davies, Norman (2005). God's Playground, a History of Poland: 1795 to the Present. [S.l.: s.n.] pp. 435–436
97. ↑  A. Kemp-Welch, Poland under Communism: a Cold War history. pp. 66–68. Cambridge University Press, 2008. ISBN 978-0-521-71117-3.
98. ↑  Jerzy Eisler, Siedmiu wspaniałych poczet pierwszych sekretarzy KC PZPR [The Magnificent Seven: First Secretaries of KC PZPR], pp. 87–88
99. 1 2  Karol Modzelewski, Zajeździmy kobyłę historii [We'll Founder the Mare of History], pp. 81–84.
100. ↑  Karol Modzelewski, Zajeździmy kobyłę historii [We'll Founder the Mare of History], p. 86.
101. 1 2 3  Davies, Norman (2005). God's Playground, a History of Poland: 1795 to the Present. [S.l.: s.n.] p. 438
102. ↑  A. Kemp-Welch, Poland under Communism: a Cold War history. pp. 83–85. Arquivado em 2019-12-22 no Wayback Machine Cambridge University Press, 2008. ISBN 0-521-71117-7. 444 pages.
103. ↑  Andrzej Leon Sowa, Historia polityczna Polski 1944–1991 [The Political History of Poland: 1944–1991], pages 223, 271–272.
104. 1 2  Jerzy Eisler, Siedmiu wspaniałych poczet pierwszych sekretarzy KC PZPR [The Magnificent Seven: First Secretaries of KC PZPR], pp. 218–219
105. 1 2 3 4 5 6  Poznań June 1956 uprising. Arquivado em 2014-01-11 no Wayback Machine 2011 Poznań City Hall. Retrieved 18 November 2011.
106. ↑  Andrzej Leon Sowa, Historia polityczna Polski 1944–1991 [The Political History of Poland: 1944–1991], pp. 230–231.
107. 1 2  Ray Taras, Leadership change in Communist states. Page 161. Arquivado em 2019-12-22 no Wayback Machine Routledge, 1989. ISBN 0-04-445277-2.
108. ↑  Joanna B. Michlic, Poland's threatening other: the image of the Jew from 1880 to the present. Page 236. Arquivado em 2019-12-22 no Wayback Machine University of Nebraska Press.
109. 1 2  Davies, Norman (2005). God's Playground, a History of Poland: 1795 to the Present. [S.l.: s.n.] pp. 439–440
110. ↑  Barbara Polak, Pytania, które należy postawic. O Marcu ’68 z Andrzejem Chojnowskim i Pawłem Tomasikiem rozmawia Barbara Polak. Arquivado em 2014-03-25 no Wayback Machine Pages 1 through 14 of the Biuletyn Instytutu Pamięci Narodowej, nr 3 (86), Marzec 2008. PDF file, direct download 4.79 MB.
111. ↑  Andrzej Leon Sowa, Historia polityczna Polski 1944–1991 [The Political History of Poland: 1944–1991], pages 246–250.
112. 1 2 3 4 5  David Ost, The Defeat of Solidarity, pp. 125–131, 2005 Ithaca, Cornell University Press, ISBN 978-0-8014-4318-3
113. ↑  Jerzy Eisler, Siedmiu wspaniałych poczet pierwszych sekretarzy KC PZPR [The Magnificent Seven: First Secretaries of KC PZPR], pp. 214–215
114. 1 2  Davies, Norman (2005). God's Playground, a History of Poland: 1795 to the Present. [S.l.: s.n.] p. 441
115. ↑  Polish Philosophy Page: The Marxist Trend. Archived on 2008-02-02. Retrieved on 2007-04-05.
116. ↑  Davies, Norman (2005). God's Playground, a History of Poland: 1795 to the Present. [S.l.: s.n.] pp. 410–411
117. 1 2  Andrzej Werblan, Szkice i polemiki [Sketches and polemics], pp. 149–150. Published in 1970 by Książka i Wiedza, Warsaw.
118. ↑  Ira Katznelson (1998). Liberalism's Crooked Circle. [S.l.]: Princeton University Press. p. 12. ISBN 140082186X. Consultado em 19 de setembro de 2020. Cópia arquivada em 13 de dezembro de 2021
119. ↑  Andrzej Werblan, Szkice i polemiki [Sketches and polemics], p. 152.
120. ↑  Karol Modzelewski, Zajeździmy kobyłę historii [We'll Founder the Mare of History], pp. 92–93.
121. 1 2 3 4 5  Krzysztof Pilawski, Reforma nie zaczęła się od Balcerowicza - rozmowa z prof. Zdzisławem Sadowskim [The reform had not begun with Balcerowicz - a conversation with Professor Zdzisław Sadowski]. Przegląd 46/2013, 12 November 2013. Reforma nie zaczęła się Arquivado em 2017-10-23 no Wayback Machine. przeglad-tygodnik.pl. Retrieved 23 October 2017.
122. ↑  Robert Walenciak, Polsko, nie daj się naciągać [Poland, don't be taken advantage of]. Przegląd 4–10.03.2019. Polsko, nie daj się naciągać Arquivado em 2019-04-04 no Wayback Machine. tygodnikprzeglad.pl. Retrieved 03 April 2019.
123. 1 2  Dariusz Stola, Kampania antysyjonistyczna [The Anti-Zionist Campaign], pp. 13–27, Warszawa 2000, Instytut Studiów Politycznych Polskiej Akademii Nauk, ISBN 83-86759-91-7.
124. ↑  Andrzej Leon Sowa, Historia polityczna Polski 1944–1991 [The Political History of Poland: 1944–1991], page 337.
125. ↑  Adam Leszczyński, Najsłynniejszy list Peerelu [People's Poland's most famous letter]. 17 March 2014. Najsłynniejszy list Peerelu Arquivado em 2014-03-30 no Wayback Machine. wyborcza.pl. Retrieved 30 March 2014.
126. ↑  Andrzej Leon Sowa, Historia polityczna Polski 1944–1991 [The Political History of Poland: 1944–1991], pages 305–306.
127. 1 2  David Ost, Solidarity and the Politics of Anti-Politics, pp. 1–6
128. ↑  Davies, Norman (2005). God's Playground, a History of Poland: 1795 to the Present. [S.l.: s.n.] pp. 441–442
129. ↑  Jane Hardy, Poland's New Capitalism, pp. 12–13
130. ↑  Jerzy Eisler, Siedmiu wspaniałych poczet pierwszych sekretarzy KC PZPR [The Magnificent Seven: First Secretaries of KC PZPR], pp. 236–238
131. ↑  Jerzy Eisler, Siedmiu wspaniałych poczet pierwszych sekretarzy KC PZPR [The Magnificent Seven: First Secretaries of KC PZPR], p. 224
132. ↑  Jerzy Eisler, Siedmiu wspaniałych poczet pierwszych sekretarzy KC PZPR [The Magnificent Seven: First Secretaries of KC PZPR], p. 227
133. ↑  Andrzej Stelmachowski, Kształtowanie się ustroju III Rzeczypospolitej [The formation of the Third Republic's system], p. 33, Warszawa 2011, Oficyna Wydawnicza Łośgraf, ISBN 978-83-62726-06-6.
134. 1 2  Davies, Norman (2005). God's Playground, a History of Poland: The Origins to 1795. [S.l.: s.n.] pp. 15–17
135. ↑  Jerzy Eisler, Siedmiu wspaniałych poczet pierwszych sekretarzy KC PZPR [The Magnificent Seven: First Secretaries of KC PZPR], pp. 260–262
136. ↑  Jerzy Eisler, Siedmiu wspaniałych poczet pierwszych sekretarzy KC PZPR [The Magnificent Seven: First Secretaries of KC PZPR], pp. 268–272
137. ↑  Jerzy Eisler, Siedmiu wspaniałych poczet pierwszych sekretarzy KC PZPR [The Magnificent Seven: First Secretaries of KC PZPR], p. 232
138. ↑  Adam Leszczyński, Marzec '68 [March 68]. 7 March 2014. Marzec '68 Arquivado em 2018-11-07 no Wayback Machine. wyborcza.pl. Retrieved 6 November 2018.
139. 1 2 3 4  Davies, Norman (2005). God's Playground, a History of Poland: 1795 to the Present. [S.l.: s.n.] pp. 442–443
140. ↑  A. Kemp-Welch, Poland under Communism: a Cold War history. pp. 157–163. Cambridge University Press, 2008. ISBN 978-0-521-71117-3.
141. ↑  David Engel, "Poland," YIVO Institute for Jewish Research Arquivado em 2006-11-07 no Wayback Machine
142. 1 2 3 4  David Ost, Solidarity and the Politics of Anti-Politics, pp. 49–53
143. ↑  Jerzy Eisler, Siedmiu wspaniałych poczet pierwszych sekretarzy KC PZPR [The Magnificent Seven: First Secretaries of KC PZPR], p. 282
144. ↑  Andrzej Leon Sowa, Historia polityczna Polski 1944–1991 [The Political History of Poland: 1944–1991], page 342.
145. ↑  Andrzej Friszke, «The March 1968 Protest Movement in Light of Ministry of Interior Reports to the Party Leadership». Consultado em 11 de dezembro de 2014. Cópia arquivada em 22 de setembro de 2006, Intermarium, Volume 1, Number 1, 1997; translated from Polish. Original published in Wiez (March 1994).
146. 1 2 3  Jerzy Eisler, Siedmiu wspaniałych poczet pierwszych sekretarzy KC PZPR [The Magnificent Seven: First Secretaries of KC PZPR], pp. 238–240
147. ↑  Davies, Norman (2005). God's Playground, a History of Poland: 1795 to the Present. [S.l.: s.n.] pp. 444–445
148. 1 2 3  Andrzej Leon Sowa, Historia polityczna Polski 1944–1991 [The Political History of Poland: 1944–1991], pages 365–375.
149. 1 2 3  Karol Modzelewski, Zajeździmy kobyłę historii [We'll Founder the Mare of History], pp. 206–207.
150. ↑  A. Kemp-Welch, Poland under Communism: a Cold War history. pp. 180–188. Cambridge University Press, 2008. ISBN 978-0-521-71117-3.
151. ↑  Karol Modzelewski, Zajeździmy kobyłę historii [We'll Founder the Mare of History], pp. 209–211.
152. 1 2 3 4 5 6  Davies, Norman (2005). God's Playground, a History of Poland: 1795 to the Present. [S.l.: s.n.] pp. 470–474
153. 1 2  Jerzy Eisler, Siedmiu wspaniałych poczet pierwszych sekretarzy KC PZPR [The Magnificent Seven: First Secretaries of KC PZPR], pp. 258–259
154. ↑  David Ost, Solidarity and the Politics of Anti-Politics, pp. 58–64
155. 1 2 3 4  Jane Hardy, Poland's New Capitalism, pp. 19–20
156. 1 2 3 4 5 6 7 8 9  Barker, Colin (17 de outubro de 2005). «The rise of Solidarnosc». International Socialism, Issue: 108. Consultado em 10 de julho de 2006. Cópia arquivada em 15 de setembro de 2014
157. ↑  Anita Prażmowska, Prof. Anita Prażmowska dla WP.PL: Władysław Gomułka groził Rosjanom użyciem broni [Prof. Anita Prażmowska for WP.PL: Władysław Gomułka threatened the Russians with using arms]. 03 July 2014. Gomułka groził Rosjanom. Wirtualna Polska wp.pl. Retrieved 23 November 2015.
158. ↑  David Ost, Solidarity and the Politics of Anti-Politics, pp. 55–58
159. ↑  Jerzy Eisler, Siedmiu wspaniałych poczet pierwszych sekretarzy KC PZPR [The Magnificent Seven: First Secretaries of KC PZPR], p. 286
160. ↑  Andrzej Leon Sowa, Historia polityczna Polski 1944–1991 [The Political History of Poland: 1944–1991], pages 405–407.
161. ↑  David Ost, Solidarity and the Politics of Anti-Politics, pp. 67–70
162. 1 2 3 4 5 6 7 8 9 10 11 12 13  Magdalena Błędowska, Jak naród nie obalił komuny [How the nation did not overthrow the commies]. 13 June 2014. Jak naród nie obalił komuny Arquivado em 2018-11-15 no Wayback Machine. wyborcza.pl. Retrieved 14 November 2018.
163. 1 2  Maciej Gdula, Gdula: Gawin w cieniu Michnika [Gdula: Gawin in the shadow of Michnik]. 9 December 2013. Gdula: Gawin w cieniu Michnika Arquivado em 2015-12-27 no Wayback Machine. Krytyka Polityczna. Retrieved 26 December 2015.
164. ↑  Antoni Dudek, Wzlot i upadek "drugiej Polski" – jaka naprawdę była dekada Edwarda Gierka [The rise and fall of the "second Poland": how Edward Gierek's decade really was?]. 19 December 2013. Wzlot i upadek. WP historia historia.wp.pl. Retrieved 30 November 2015.
165. 1 2 3 4  Karol Modzelewski, Zajeździmy kobyłę historii [We'll Founder the Mare of History], pp. 119–120.
166. 1 2  Jerzy Eisler, Siedmiu wspaniałych poczet pierwszych sekretarzy KC PZPR [The Magnificent Seven: First Secretaries of KC PZPR], pp. 290–296
167. ↑  Karol Modzelewski, Zajeździmy kobyłę historii [We'll Founder the Mare of History], pp. 224–226.
168. ↑  Karol Modzelewski, Zajeździmy kobyłę historii [We'll Founder the Mare of History], p. 227.
169. 1 2  Karol Modzelewski, Zajeździmy kobyłę historii [We'll Founder the Mare of History], pp. 234–236.
170. 1 2  David Ost, Solidarity and the Politics of Anti-Politics, pp. 6–14
171. ↑  KOR: a history of the Workers' Defense Committee in Poland, 1976–1981.
172. ↑  Łukasz Orłowski. «30. rocznica pierwszej pielgrzymki Jana Pawła II do Polski» [The 30th anniversary of the first pilgrimage of John Paul II to Poland]. TVN. Consultado em 6 de junho de 2012. Cópia arquivada em 26 de março de 2016
173. ↑  Weigel, George (maio de 2003). The Final Revolution: The Resistance Church and the Collapse of Communism (ebook). [S.l.]: Oxford University Press US. p. 136. ISBN 0-19-516664-7. Consultado em 10 de julho de 2006
174. ↑  Weigel, George (2005). Witness to Hope: The Biography of Pope John Paul II. [S.l.]: HarperCollins. p. 292. ISBN 0-06-073203-2. Consultado em 19 de setembro de 2020. Cópia arquivada em 18 de agosto de 2021
175. 1 2  Davies, Norman (2005). God's Playground, a History of Poland: 1795 to the Present. [S.l.: s.n.] p. 481
176. ↑  "What the Bankers Did to Poland", by Juan Cameron, Fortune magazine (22 September 1980) pp125-126
177. 1 2  David Ost, Solidarity and the Politics of Anti-Politics, pp. 79–81
178. 1 2 3 4 5  Jane Hardy, Poland's New Capitalism, pp. 22–23
179. ↑  Karol Modzelewski, Zajeździmy kobyłę historii [We'll Founder the Mare of History], pp. 239–240.
180. ↑  Karol Modzelewski, Zajeździmy kobyłę historii [We'll Founder the Mare of History], p. 242.
181. 1 2  Davies, Norman (2005). God's Playground, a History of Poland: 1795 to the Present. [S.l.: s.n.] pp. 482–491
182. 1 2  David Ost, Solidarity and the Politics of Anti-Politics, pp. 81–85
183. 1 2  David Ost, Solidarity and the Politics of Anti-Politics, pp. 85–93
184. 1 2  Karol Modzelewski, Zajeździmy kobyłę historii [We'll Founder the Mare of History], pp. 250–258.
185. 1 2 3  Karol Modzelewski, Zajeździmy kobyłę historii [We'll Founder the Mare of History], pp. 268–276.
186. ↑  David Ost, Solidarity and the Politics of Anti-Politics, pp. 93–97
187. ↑  David Ost, Solidarity and the Politics of Anti-Politics, pp. 70–74
188. ↑  David Ost, Solidarity and the Politics of Anti-Politics, pp. 75–79
189. ↑  Paul Wehr; Guy Burgess; Heidi Burgess, eds. (Fevereiro de 1994). Justice Without Violence (ebook). [S.l.]: Lynne Rienner Publishers. p. 28. ISBN 1-55587-491-6. Consultado em 6 de julho de 2006. Cópia arquivada em 26 de janeiro de 2021
190. 1 2 3 4 5 6  Adam Michnik, Paweł Smoleński, Jaruzelski: Niech mówią o mnie sukinsyn. Ale tchórzem nie byłem. [Jaruzelski: They can call me a son of a bitch. But I was not a coward]. 30 May 2014. Jaruzelski: Niech mówią o mnie sukinsyn. Ale tchórzem nie byłem. Arquivado em 2015-03-24 no Wayback Machine. wyborcza.pl. Retrieved 25 March 2015.
191. ↑  Karol Modzelewski, Zajeździmy kobyłę historii [We'll Founder the Mare of History], pp. 40–41.
192. ↑  Pyzik, Agata (2014). Poor but Sexy: Culture Clashes in Europe East and West. Winchester, England: Zero Books. pp. 30–31. ISBN 978-1-78099-394-2
193. 1 2 3  Sroczyński, Grzegorz (13 September 2013). Wkurzył się pan? Świetnie! Arquivado em 2015-04-02 no Wayback Machine [You got pissed off? Great!]. (A conversation with Karol Modzelewski). wyborcza.pl. Retrieved 19 March 2015.
194. 1 2 3  Donata Subbotko, Karol Modzelewski. Rewolucjonista [Karol Modzelewski. A revolutionary], a conversation with Karol Modzelewski. 22 November 2014. Karol Modzelewski. Rewolucjonista Arquivado em 2015-05-25 no Wayback Machine. wyborcza.pl. Retrieved 25 May 2015.
195. 1 2  David Ost, The Defeat of Solidarity, pp. 106–119
196. ↑  Prof. A. Dudek: pierwsza Solidarność nie była antypezetpeerowska [Professor A. Dudek: First Solidarity was not anti-PZPR]. 26 November 2010. Prof. A. Dudek: pierwsza Solidarność Arquivado em 2018-12-05 no Wayback Machine. Dzieje.pl. Retrieved 04 November 2018.
197. ↑  Jerzy Eisler, Siedmiu wspaniałych poczet pierwszych sekretarzy KC PZPR [The Magnificent Seven: First Secretaries of KC PZPR], p. 362
198. 1 2 3 4 5 6  Maciej Stasiński, Karol Modzelewski: Cały czas czuliśmy sowiecką groźbę [Karol Modzelewski: At all times we felt the Soviet threat]. 22 December 2008. en:Gazeta Wyborcza.
199. ↑  Jan Skórzyński, "Solidarność". Tak było ['Solidarity'. The way it was]. 06 June 2015. 'Solidarność'. Tak było Arquivado em 2015-06-07 no Wayback Machine. wyborcza.pl. Retrieved 08 June 2015.
200. 1 2  David Ost, Solidarity and the Politics of Anti-Politics, pp. 100–111
201. 1 2 3  Cezary Michalski, Dudek: 13 grudnia to najgorsza okazja do partyjnych marszów [Dudek: March 13 is the worst occasion for politicized marches], a conversation with Antoni Dudek. 13 December 2012. Dudek: 13 grudnia to najgorsza okazja do partyjnych marszów Arquivado em 2018-12-15 no Wayback Machine. Krytyka Polityczna www.krytykapolityczna.pl. Retrieved 12 December 2018.
202. ↑  David Ost, Solidarity and the Politics of Anti-Politics, pp. 126–133
203. ↑  Andrzej Stelmachowski, Kształtowanie się ustroju III Rzeczypospolitej [The formation of the Third Republic's system], p. 53.
204. ↑  Michał A. Zieliński, Kapitalizm przegra z komunizmem. Wyobraźcie to sobie [Capitalism will lose to communism. Imagine that], a conversation with Jan Sowa. 2 May 2015. Kapitalizm przegra z komunizmem Arquivado em 2015-05-29 no Wayback Machine. wyborcza.pl. Retrieved 29 May 2015.
205. ↑  David Ost, Solidarity and the Politics of Anti-Politics, pp. 137–141
206. ↑  David Ost, Solidarity and the Politics of Anti-Politics, pp. 141–146
207. 1 2  Karol Modzelewski, Zajeździmy kobyłę historii [We'll Founder the Mare of History], pp. 320–327.
208. 1 2 3 4 5  Andrzej Godlewski, Dudek: Nie wierzę, że Jaruzelski obronił nas przed Armią Czerwoną [Dudek: I don't believe that Jaruzelski protected us from the Red Army], a conversation with Antoni Dudek. 13 December 2010. Dudek: Nie wierzę, że Jaruzelski obronił nas przed Armią Czerwoną Arquivado em 2015-05-18 no Wayback Machine. Polska daily www.polskatimes.pl. Retrieved 08 May 2015.
209. ↑  Mastny, Vojtech. The Soviet Non-Invasion of Poland in 1980–1981 and the End of the Cold War, Europe-Asia Studies, Vol. 51, No. 2 (March 1999), pp. 189–211, Online (PDF) Arquivado em 2006-12-15 no Wayback Machine, Retrieved on 2007-04-07
210. ↑  Jane Hardy, Poland's New Capitalism, p.95
211. 1 2  Robert Walenciak, Wykonaliśmy komendę "Równaj w prawo" [We obeyed the command 'Even to the right'], a conversation with Karol Modzelewski. Przegląd 2 January 2015. Wykonaliśmy komendę Arquivado em 2015-05-28 no Wayback Machine. www.tygodnikprzegląd.pl. Retrieved 28 May 2015.
212. ↑  Andrzej Friszke, "Solidarność" zastępcza. Historia z PRL-u [Substitute "Solidarity". A story from the Polish People's Republic]. 14 March 2016. Solidarność zastepcza Arquivado em 2016-03-28 no Wayback Machine. wyborcza.pl. Retrieved 05 April 2016.
213. ↑  Jerzy Eisler, Siedmiu wspaniałych poczet pierwszych sekretarzy KC PZPR [The Magnificent Seven: First Secretaries of KC PZPR], p. 246
214. ↑  Perdue, William D (Outubro de 1995). Paradox of Change: The Rise and Fall of Solidarity in the New Poland (ebook). [S.l.]: Praeger/Greenwood. p. 9. ISBN 0-275-95295-9. Consultado em 10 de julho de 2006. Cópia arquivada em 13 de dezembro de 2021
215. 1 2  David Ost, Solidarity and the Politics of Anti-Politics, pp. 149–156
216. ↑  Helsińska Fundacja Praw Człowieka [Helsinki Foundation for Human Rights], 8 mitów w dyskusji na temat Trybunału Konstytucyjnego [8 myths in the discussion concerning the Constitutional Tribunal]. 8 mitów w dyskusji Arquivado em 2015-12-26 no Wayback Machine (December 2015). Retrieved on 2015-01-05
217. ↑  David Ost, Solidarity and the Politics of Anti-Politics, pp. vii–ix
218. 1 2 3 4  Jane Hardy, Poland's New Capitalism, pp. 26–27
219. ↑  Schweizer, Peter (Maio 1996). Victory: The Reagan Administration's Secret Strategy That Hastened the Collapse of the Soviet... (ebook). [S.l.]: Atlantic Monthly Press. p. 86. ISBN 0-87113-633-3. Consultado em 10 de julho de 2006. Cópia arquivada em 26 de janeiro de 2021
220. ↑  Hannaford, Peter D (2000). Remembering Reagan. [S.l.]: Regnery Publishing. pp. p. 170, [https://books.google.com/books?id=8HJf1be87bgC&pg=PA71&lpg=PA70&sig=CJijLi-Efn41LmokPWGpWhQoR8Q p. 171. ISBN 0-89526-514-1
221. 1 2 3 4 5 6  Jane Hardy, Poland's New Capitalism, pp. 23–25
222. 1 2 3  Davies, Norman (2005). God's Playground, a History of Poland: 1795 to the Present. [S.l.: s.n.] pp. 496–501
223. 1 2 3 4 5 6  Pilawski, Krzysztof (1 December 2014). Neoliberalizm boli i słono kosztuje Arquivado em 2015-03-28 no Wayback Machine [Neoliberalism hurts and costs a lot]. (A conversation with Rafał Woś). Przegląd tygodnikprzeglad.pl. Retrieved 8 March 2015.
224. 1 2 3  Jane Hardy, Poland's New Capitalism, pp. 99–100
225. 1 2  Jane Hardy, Poland's New Capitalism, pp. 4–7
226. ↑  Hufbauer, Gary Clyde; Jeffrey J. Schott; Kimberly Ann Elliott (1990). Economic Sanctions Reconsidered: History and Current Policy. [S.l.]: Institute for International Economics. p. 193. ISBN 0-88132-136-2
227. ↑  Jackson, John E; Jacek Klich; Krystyna Poznanska (2005). The Political Economy of Poland's Transition: New Firms and Reform Governments. [S.l.]: Cambridge University Press. pp. p. 21. ISBN 0-521-83895-9
228. ↑  David Ost, Solidarity and the Politics of Anti-Politics, pp. 160–165, 187–191
229. 1 2  Karol Modzelewski, Zajeździmy kobyłę historii [We'll Founder the Mare of History], pp. 368–374.
230. ↑  Andrzej Leon Sowa, Historia polityczna Polski 1944–1991 [The Political History of Poland: 1944–1991], pages 599–600.
231. 1 2  David Ost, Solidarity and the Politics of Anti-Politics, pp. 165–172
232. ↑  Jane Hardy, Poland's New Capitalism, pp. 143–145
233. 1 2  Karol Modzelewski, Zajeździmy kobyłę historii [We'll Founder the Mare of History], pp. 329–341.
234. 1 2  David Ost, The Defeat of Solidarity, pp. 41–43
235. 1 2  David Ost, The Defeat of Solidarity, pp. 57–59
236. 1 2  Jane Hardy, Poland's New Capitalism, pp. 27–30
237. ↑  Karol Modzelewski, Zajeździmy kobyłę historii [We'll Founder the Mare of History], pp. 357–363.
238. 1 2 3 4 5 6 7 8 9  Davies, Norman (2005). God's Playground, a History of Poland: 1795 to the Present. [S.l.: s.n.] pp. 501–508
239. 1 2 3 4 5 6  David Ost, Solidarity and the Politics of Anti-Politics, pp. 205–215
240. 1 2  David Ost, Solidarity and the Politics of Anti-Politics, pp. 179–185
241. ↑  Andrzej Stelmachowski, Kształtowanie się ustroju III Rzeczypospolitej [The formation of the Third Republic's system], pp. 58–99.
242. ↑  Paweł Smoleński, Aleksander Kwaśniewski o Okrągłym Stole: Gdybyśmy się nie dogadali, byłoby po nas. Gen. Jaruzelski musiałby odejść [Aleksander Kwaśniewski about the Round Table: If we had not arrived at a solution, we would be gone. General Jaruzelski would have to leave]. 04 February 2019. Aleksander Kwaśniewski o Okrągłym Stole Arquivado em 2019-05-01 no Wayback Machine. wyborcza.pl. Retrieved 30 April 2019.
243. 1 2  Mason, David S (1997). Revolution and Transition in East-Central Europe. [S.l.]: Westview Press. p. 53. ISBN 0-8133-2835-7
244. 1 2  Karol Modzelewski, Zajeździmy kobyłę historii [We'll Founder the Mare of History], pp. 375–380.
245. ↑  Michał Sutowski, Okrągły Stół, czyli warto rozmawiać [The Round Table, or it pays to talk]. 25 May 2016. Okrągły Stół Arquivado em 2016-05-29 no Wayback Machine. Krytyka Polityczna. Retrieved 27 May 2016.
246. ↑  Robert Krasowski, Po południu. Upadek elit solidarnościowych po zdobyciu władzy [In the afternoon: The fall of Solidarity elites after gaining power], Wydawnictwo Czerwone i Czarne, Warszawa 2012, ISBN 978-83-7700-031-1, pp. 32–33
247. 1 2 3  David Ost, The Defeat of Solidarity, pp. 43–49
248. ↑  David Ost, Solidarity and the Politics of Anti-Politics, pp. 217–222
249. ↑  Jane Hardy, Poland's New Capitalism, pp. 79–81
250. ↑  Jane Hardy, Poland's New Capitalism, pp. 77–79
251. 1 2 3  Krzysztof Pilawski, Balcerowicz nie mógł odejść - rozmowa z prof. Zdzisławem Sadowskim [Balcerowicz could not leave - a conversation with Professor Zdzisław Sadowski]. Przegląd 47/2013, 18 November 2013. Balcerowicz nie mógł odejść Arquivado em 2017-10-18 no Wayback Machine. przeglad-tygodnik.pl. Retrieved 18 October 2017.
252. ↑  David Ost, The Defeat of Solidarity, pp. 49–55
253. ↑  Jane Hardy, Poland's New Capitalism, pp. 69–73
254. ↑  Kenney, Padraic (2002). A Carnival of Revolution: Central Europe 1989. [S.l.]: Princeton University Press. p. 2. ISBN 0-691-05028-7. Consultado em 28 de novembro de 2020. Cópia arquivada em 13 de dezembro de 2021
255. 1 2 3  David Ost, The Defeat of Solidarity, pp. 65–68
256. ↑  Antoni Dudek, Historia polityczna Polski 1989–2015 [The Political History of Poland: 1989–2015], pp. 69–72. Kraków 2016, Wydawnictwo Znak Horyzont, ISBN 978-83-240-3468-0.
257. ↑  Karol Modzelewski, Zajeździmy kobyłę historii [We'll Founder the Mare of History], p. 53.
258. ↑  Jerzy Eisler, Siedmiu wspaniałych poczet pierwszych sekretarzy KC PZPR [The Magnificent Seven: First Secretaries of KC PZPR], pp. 123–125
259. ↑  Jane Hardy, Poland's New Capitalism, pp. 20–21
260. ↑  Karol Modzelewski, Zajeździmy kobyłę historii [We'll Founder the Mare of History], pp. 59–65.
261. ↑  Jane Hardy, Poland's New Capitalism, pp. 129–132
262. ↑  Jane Hardy, Poland's New Capitalism, pp. 184–185
263. ↑  Andrzej Leder, Prześniona rewolucja. Ćwiczenie z logiki historycznej [The dreamed revolution: An exercise in historical logic], pp. 194–197
264. ↑  Andrzej Leon Sowa, Historia polityczna Polski 1944–1991 [The Political History of Poland: 1944–1991], page 721.
265. ↑  Adam Leszczyński, Kościół, lewica, dialog. Dlaczego III RP dała Kościołowi tak dużo, a dostała od niego tak niewiele [The Church, the Left, the dialogue. Why the 3rd Republic gave the Church so much, and received from it so little]. 16 June 2018. Kościół, lewica, dialog Arquivado em 2018-06-22 no Wayback Machine. Krytyka Polityczna www.krytykapolityczna.pl. Retrieved 22 June 2018.
266. ↑  Kaja Puto, Puto: nie dorzynać watah [Puto: don't kill off the herds]. 29 October 2015. Nie dorzynać watah Arquivado em 2015-10-30 no Wayback Machine. Krytyka Polityczna www.krytykapolityczna.pl. Retrieved 30 October 2015.
267. ↑  Paweł Wroński, Dyktatura nie jest lekarstwem na niesprawiedliwość [Dictatorship is not a cure for injustice], a conversation with Karol Modzelewski. 05 January 2016. Dyktatura nie jest lekarstwem na niesprawiedliwość Arquivado em 2016-01-06 no Wayback Machine. wyborcza.pl. Retrieved 06 January 2016.
268. ↑  Jacek Żakowski, Najlepszego w 2017 roku! [Best wishes for 2017]. 04 January 2016. Najlepszego w 2017 roku! Arquivado em 2016-01-07 no Wayback Machine. wyborcza.pl. Retrieved 07 January 2016.
269. ↑  Karol Modzelewski, Zajeździmy kobyłę historii [We'll Founder the Mare of History], pp. 141–142.
270. ↑  Karol Modzelewski, Zajeździmy kobyłę historii [We'll Founder the Mare of History], pp. 392–405.
271. 1 2  Kaja Puto, Transformacja ustrojowa Polski. Arquivado em 2021-12-13 no Wayback Machine Transformacja ustrojowa Polski w świetle neoliberalnej rządomyślności w ujęciu Michela Foucaulta. Wstępne rozpoznania [Systemic transformation of Poland in light of neoliberal governmentality as formulated by Michel Foucault. Initial considerations].
272. ↑  David Ost, Regime Change in Poland, Carried Out From Within. 08 January 2016. Regime Change in Poland Arquivado em 2016-01-15 no Wayback Machine. The Nation. Retrieved 18 January 2016.
273. ↑  Jane Hardy, Poland's New Capitalism, pp. 115–116
274. ↑  Jane Hardy, Poland's New Capitalism, pp. 155–156
275. 1 2  Tadeusz Kowalik, Państwo i sprawiedliwość [State and justice], a presentation before the Constitutional Tribunal of Poland, 2010. Tadeusz Kowalik before the Constitutional Tribunal 2010 Arquivado em 2016-03-04 no Wayback Machine. NowyObywatel.pl. Retrieved 26 February 2016.
276. ↑  Adam Leszczyński, Wokół książki Marcina Króla "Byliśmy głupi" [Concerning the book of Marcin Król We were stupid], a conversation with Marcin Król. 30 May 2015. Byliśmy głupi. wyborcza.pl. Retrieved 06 June 2015.
277. ↑  David Ost, The Defeat of Solidarity, pp. 13–19
278. ↑  David Ost, The Defeat of Solidarity, pp. 37–41
279. ↑  David Ost, The Defeat of Solidarity, pp. 94–99
280. ↑  David Ost, The Defeat of Solidarity, pp. 99–106
281. ↑  David Ost, The Defeat of Solidarity, pp. 131–134
282. ↑  Michał Sutowski, Leder: pustka po lewicy [rozmowa] [Leder: the vacuum after the Left], a conversation with Andrzej Leder. 19 December 2015. Leder: pustka po lewicy Arquivado em 2018-11-19 no Wayback Machine. Krytyka Polityczna www.krytykapolityczna.pl. Retrieved 12 January 2016.
283. ↑  Andrzej Leder, Prześniona rewolucja. Ćwiczenie z logiki historycznej [The dreamed revolution: An exercise in historical logic], pp. 185–187
284. ↑  Przemysław Witkowski, Urbański: Polska eksportuje głównie ludzi [Urbański: Poland exports mainly people], a conversation with Jarosław Urbański. 07 February 2016. Urbański: Polska eksportuje głównie ludzi Arquivado em 2016-03-04 no Wayback Machine. Krytyka Polityczna www.krytykapolityczna.pl. Retrieved 11 February 2016.
285. ↑  David Ost, The Defeat of Solidarity, pp. 134–137
286. ↑  Andrzej Leder, Prześniona rewolucja. Ćwiczenie z logiki historycznej [The dreamed revolution: An exercise in historical logic], Wydawnictwo Krytyka Polityczna, Warszawa 2014, ISBN 978-83-63855-61-1, p. 7
287. ↑  Andrzej Leder, Prześniona rewolucja. Ćwiczenie z logiki historycznej [The dreamed revolution: An exercise in historical logic], pp. 192–194
288. ↑  Andrzej Leder, Prześniona rewolucja. Ćwiczenie z logiki historycznej [The dreamed revolution: An exercise in historical logic], pp. 141–143
289. ↑  Sławomir Sierakowski, Obywatelu, czyście oszaleli?! [Sierakowski rozmawia z Lederem] [Citizen, are you crazy?: Sierakowski's conversation with Leder, part 2]. 20 April 2018. Obywatelu, czyście oszaleli?! Arquivado em 2018-10-10 no Wayback Machine. Krytyka Polityczna www.krytykapolityczna.pl. Retrieved 9 October 2018.

### Queda do comunismo e soliedaridade
- Ascherson, N. (1982). The Polish August: The Self-Limiting Revolution. New York: Penguin Books.
- Bloom, J. M. (2014). Political Opportunity Structure, Contentious Social Movements, and State-Based Organizations: The Fight Against Solidarity Inside the Polish United Workers Party. Social Science History, 38(3–4), 359–388.
- Braun, K. (1993). The Underground Theater in Poland under Martial Law during the Last Years of Communism (1981-1989). The Polish Review, 38(2), 159–186.
- Garton Ash, T. (1990). The Magic Lantern: The Revolution of ’89 Witnessed in Warsaw, Budapest, Berlin and Prague. New York: Random House.
- Garton Ash, T. (2002). The Polish Revolution: Solidarity (Third Edition). New Haven: Yale University Press.
- Gompert, D. C., Binnendijk, H., & Lin, B. (2014). The Soviet Decision Not to Invade Poland, 1981. In Blinders, Blunders, and Wars: What America and China Can Learn (pp. 139–150). Rand Corporation.
- Hayden, J. (2012). Poles Apart: Solidarity and the New Poland. London: Routledge.
- Kamiński, B. (2016). The Collapse of State Socialism: The Case of Poland (Princeton Legacy Library). Princeton: Princeton University Press.

- Kubik, J. (1994). The Power of Symbols Against the Symbols of Power: The Rise of Solidarity and the Fall of State Socialism in Poland. Philadelphia: Pennsylvania State University Press.

- Laba, R. (2016). The Roots of Solidarity: A Political Sociology of Poland’s Working-Class Democratization (Princeton Legacy Library). Princeton: Princeton University Press.
- Lipski, J. J. (2022). KOR: A History of the Workers’ Defense Committee in Poland 1976–1981 (O. Amsterdam & G. M. Moore, Trans.). Berkeley: University of California Press.
- Mastny, V. (1999). The Soviet Non-Invasion of Poland in 1980-1981 and the End of the Cold War. Europe-Asia Studies, 51(2), 189–211.
- Raina, P. (1985). Poland 1981: Towards Social Renewal. New York: Unwin Hyman/HarperCollins.
- Stachura, P. D. (1999). Poland in the Twentieth Century. New York: St. Martin's Press.
- Zamoyski, A. (2009). Poland: A History. New York: Hippocrene Books.